# Bahnstrecke Schongau–Peißenberg
| |                      |                               |                               |
| Streckennummer (DB): | 5444                 |                               |                               |
| Kursbuchstrecke (DB): | 962                  |                               |                               |
| Streckenlänge: | 15,495 km            |                               |                               |
| Spurweite: | 1435 mm (Normalspur) |                               |                               |
| Streckenklasse: | C4                   |                               |                               |
| Maximale Neigung: | 25 ‰                 |                               |                               |
| Minimaler Radius: | 200 m                |                               |                               |
| Streckengeschwindigkeit: | 80 km/h              |                               |                               |
| Zugbeeinflussung: | PZB                  |                               |                               |
| |                      |                               |                               |
| \| \| \| von Landsberg (Lech) \| \| \| \| \| von Kaufbeuren \| \| \| \| 0,000 \| Schongau \| 681 m \| \| \| 0,344 \| Lech (105 m) \| Lech (105 m) \| \| \| \| Anschluss Papierfabrik Haindl \| \| \| \| 0,638 \| Schongau Awanst Haindl \| Schongau Awanst Haindl \| \| \| 0,861 \| Lechkanal (83 m) \| Lechkanal (83 m) \| \| \| 1,178 \| Lehnenviadukt (87 m) \| Lehnenviadukt (87 m) \| \| \| 2,802 \| Peiting Nord \| Peiting Nord \| \| \| 2,949 \| Peitnach (32 m) \| Peitnach (32 m) \| \| \| 4,165 \| Peiting Ost \| 717 m \| \| \| \| Anschluss Bergwerk Peiting \| \| \| \| 9,312 \| Hohenpeißenberg (ehem. Bf) \| 722 m \| \| \| 13,222 \| Wörtersbach (34 m) \| Wörtersbach (34 m) \| \| \| \| Anschluss Bergwerk Peißenberg \| \| \| \| 15,495 \| Peißenberg \| 591 m \| \| \| \| nach Weilheim (Oberbay) \| \| \| \| \| \| \| \| Quellen: [1][2][3][4][5] \| \| \| \| |                      |                               |                               |
| Strecke |                      | von Landsberg (Lech)          | von Landsberg (Lech)          |
| Abzweig geradeaus und ehemals von rechts |                      | von Kaufbeuren                | von Kaufbeuren                |
| Bahnhof | 0,000                | Schongau                      | 681 m                         |
| Brücke über Wasserlauf | 0,344                | Lech (105 m)                  | Lech (105 m)                  |
| Abzweig geradeaus und von rechts |                      | Anschluss Papierfabrik Haindl | Anschluss Papierfabrik Haindl |
| Blockstelle | 0,638                | Schongau Awanst Haindl        | Schongau Awanst Haindl        |
| Brücke über Wasserlauf | 0,861                | Lechkanal (83 m)              | Lechkanal (83 m)              |
| Brücke | 1,178                | Lehnenviadukt (87 m)          | Lehnenviadukt (87 m)          |
| Haltepunkt / Haltestelle | 2,802                | Peiting Nord                  | Peiting Nord                  |
| Brücke über Wasserlauf | 2,949                | Peitnach (32 m)               | Peitnach (32 m)               |
| Bahnhof | 4,165                | Peiting Ost                   | 717 m                         |
| Abzweig geradeaus und ehemals nach rechts |                      | Anschluss Bergwerk Peiting    | Anschluss Bergwerk Peiting    |
| Haltepunkt / Haltestelle | 9,312                | Hohenpeißenberg (ehem. Bf)    | 722 m                         |
| Brücke über Wasserlauf | 13,222               | Wörtersbach (34 m)            | Wörtersbach (34 m)            |
| Abzweig geradeaus und ehemals von rechts |                      | Anschluss Bergwerk Peißenberg | Anschluss Bergwerk Peißenberg |
| Bahnhof | 15,495               | Peißenberg                    | 591 m                         |
| Strecke |                      | nach Weilheim (Oberbay)       | nach Weilheim (Oberbay)       |
| |                      |                               |                               |
| Quellen: |                      |                               |                               |

Die Bahnstrecke Schongau–Peißenberg ist eine eingleisige, nicht elektrifizierte Nebenbahn in Oberbayern. Sie ist 15,5 Kilometer lang und führt durch den Pfaffenwinkel von Schongau über Peiting nach Peißenberg. Zusammen mit der anschließenden Bahnstrecke Weilheim–Peißenberg wird sie als Pfaffenwinkelbahn bezeichnet. Die gesamte Strecke liegt im Landkreis Weilheim-Schongau und ist seit 2025 in den Münchner Verkehrs- und Tarifverbund integriert.
Die Königlich Bayerischen Staatseisenbahnen nahmen die Strecke 1917 als Lokalbahn in Betrieb. Größere Bedeutung hatte die Strecke bis 1968 im Kohleverkehr des Bergwerks Peiting. Nach der weitgehenden Einstellung des Güterverkehrs wird die Strecke seit 2005, abgesehen von einem kurzen Abschnitt im Ortsgebiet von Schongau, ausschließlich im Schienenpersonennahverkehr bedient.

## Geschichte

### Vorgeschichte
Erste Pläne für eine Eisenbahnstrecke nach Schongau entstanden um 1860. Im Zuge der Planung einer Eisenbahnanbindung des Bergwerks Peißenberg untersuchten die Königlich Bayerischen Verkehrsanstalten drei verschiedene Streckenvarianten, von denen zwei eine Anbindung der Stadt Schongau beinhalteten: In der ersten Variante sollte die bestehende Bahnstrecke München–Starnberg über Tutzing nach Penzberg verlängert und ein in Tutzing abzweigender Streckenast über Weilheim nach Peißenberg errichtet werden. Die zweite Variante sah eine Fernbahn von Starnberg über Tutzing und Weilheim nach Peißenberg vor, die von dort weiter über Schongau nach Kaufbeuren führen und dort an die Ludwig-Süd-Nord-Bahn anschließen sollte. In der dritten Planungsvariante wurde eine Fernbahnverbindung von Rosenheim über die bereits bestehende Bayerische Maximiliansbahn nach Holzkirchen und weiter über Bad Tölz, Penzberg, Weilheim, Peißenberg und Schongau nach Kaufbeuren untersucht, die als Gebirgsgürtelbahn bezeichnet wurde. Die Eisenbahnbausektion München der Königlich Bayerischen Verkehrsanstalten entschied sich jedoch für die erste Variante ohne Anbindung Schongaus. 1863 wurde der Vertrag zum Bau der Bahnstrecke Tutzing–Unterpeißenberg geschlossen, noch im selben Jahr begannen die Bauarbeiten.
Die Eisenbahnkomitees im Bayerischen Oberland waren hingegen mit der Ablehnung der Gebirgsgürtelbahn nicht einverstanden. Am 8. Februar 1863 entschieden sie in Unterpeißenberg, eine eigene Planung für die Strecke in Auftrag zu geben. Am 1. Februar 1866 nahmen die Königlich Bayerischen Staatseisenbahnen die Strecke von Tutzing über Weilheim nach Unterpeißenberg in Betrieb. Zur besseren Anbindung des Bergwerks Peißenberg entstand von 1873 bis 1875 eine Werksbahn vom Bahnhof Unterpeißenberg bis zum neu eingerichteten Werksbahnhof Sulz direkt am nördlichen Tiefstollen, die ab 1879 zusätzlich im Personenverkehr bedient wurde. Im Zuge dessen erhielt der bisherige Werksbahnhof Sulz 1880 den Namen Peißenberg.
Nach der Eröffnung der Strecke von Tutzing nach Unterpeißenberg forderte das Eisenbahnkomitee in Schongau weiterhin die Errichtung der Gebirgsgürtelbahn. Am 2. Februar 1870 legte das Komitee Pläne für eine Hauptbahn von Peißenberg über Schongau nach Biessenhofen an der Ludwig-Süd-Nord-Bahn vor, die durch das Königreich Bayern finanziert werden sollte. Durch die 1873 fertiggestellte Bahnstrecke München–Buchloe war jedoch bereits eine schnellere Verbindung von München Richtung Allgäu vorhanden, sodass die Direktion der Bayerischen Verkehrsanstalten die Gebirgsgürtelbahn als nicht mehr notwendig betrachtete. Daraufhin brachte das Schongauer Eisenbahnkomitee Anfang 1876 eine neue Petition für die Errichtung der Gebirgsgürtelbahn als Lokalbahn ein, welche die Abgeordnetenkammer am 26. Juni 1876 ablehnte. Die Königlich Bayerischen Verkehrsanstalten begannen dennoch mit der Projektierung der Strecke, die jedoch am 7. August 1879 erneut durch die Abgeordnetenkammer abgelehnt wurde. Damit wurde die Planung der Gebirgsgürtelbahn vorerst beendet.
1886 erhielt Schongau über eine Lokalbahn aus Landsberg am Lech seinen ersten Eisenbahnanschluss. 1899 beantragten die Stadt Schongau sowie die Gemeinden Peiting und Hohenpeißenberg die Planung einer Strecke von Schongau nach Peißenberg. Die Gemeinde Hohenpeißenberg war bereit, die dafür benötigten Grundstücke kostenlos abzutreten. Aufgrund längerer Verhandlungen zwischen den Gemeinden und den Bayerischen Verkehrsanstalten konnte das königliche Staatsministerium für Verkehrsangelegenheiten jedoch erst am 21. Mai 1906 eine Entwurfsplanung vorlegen. Die 1905 begonnenen Planungen zu einer Zweigstrecke von Peiting über Steingaden nach Lechbruck wurden hingegen nicht weiterverfolgt.
Im Zuge einer Versammlung in Peiting am 1. Juli 1906 gründeten die beteiligten Gemeinden ein Interessenkomitee für den Bahnbau. Am 8. November 1906 verabschiedete die Bayerische Staatsregierung das Gesetz zur Projektierung der Strecke, die als Lokalbahn ausgeführt werden sollte. Vor allem das starke Gefälle zwischen Hohenpeißenberg und Peißenberg von bis zu 25 ‰ bereitete den Eisenbahningenieuren Probleme. Um die Steigung zu verringern, wurde der Bahnhof Hohenpeißenberg tiefer im Tal geplant als von der Gemeinde vorgesehen und sollte damit 700 Meter vom Ortszentrum entfernt liegen. Die Gemeinden entlang der geplanten Strecke trafen sich am 10. August 1907 in Weilheim, um die jeweils zu zahlenden Leistungen zu bestimmen. Insgesamt wurden als Baukosten für die Strecke 1.612.700 Mark veranschlagt. Davon steuerte die Stadt Schongau 25.000 Mark, die Stadt und das Bezirksamt Weilheim jeweils 8000 Mark, die Gemeinde Unterpeißenberg 2000 Mark und die Gemeinde Ammerhöfe 1000 Mark bei. Am 18. August 1908 genehmigte der Bayerische Landtag den Bau der Lokalbahn für 1.522.000 Mark. Die Vermessungsarbeiten für die Bahntrasse begannen im Sommer 1908. Der Grunderwerb wurde bis zum 8. Februar 1910 vollendet.

### Streckenbau und Inbetriebnahme

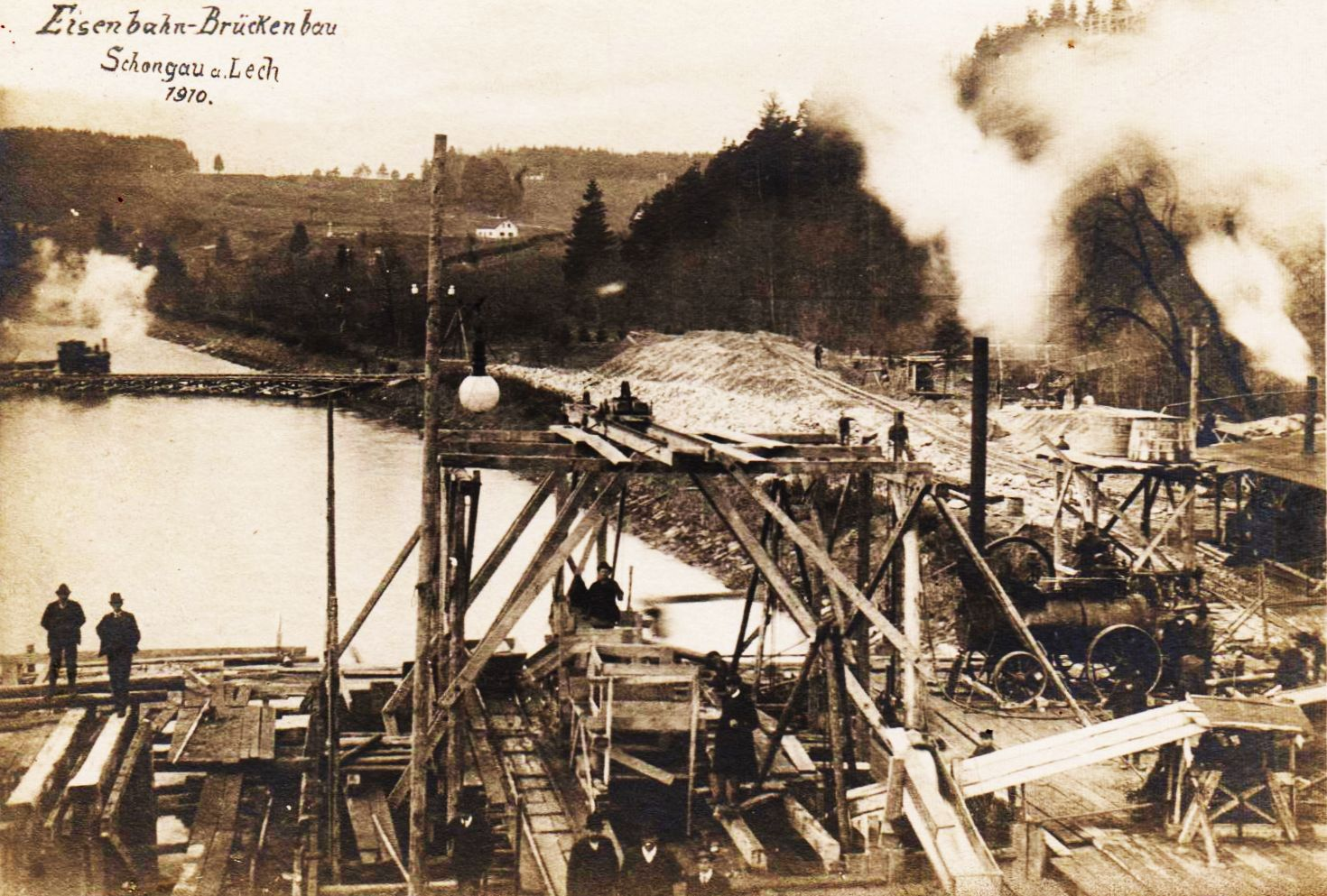
Bau der Schongauer Eisenbahnbrücke über den Lech (1910)

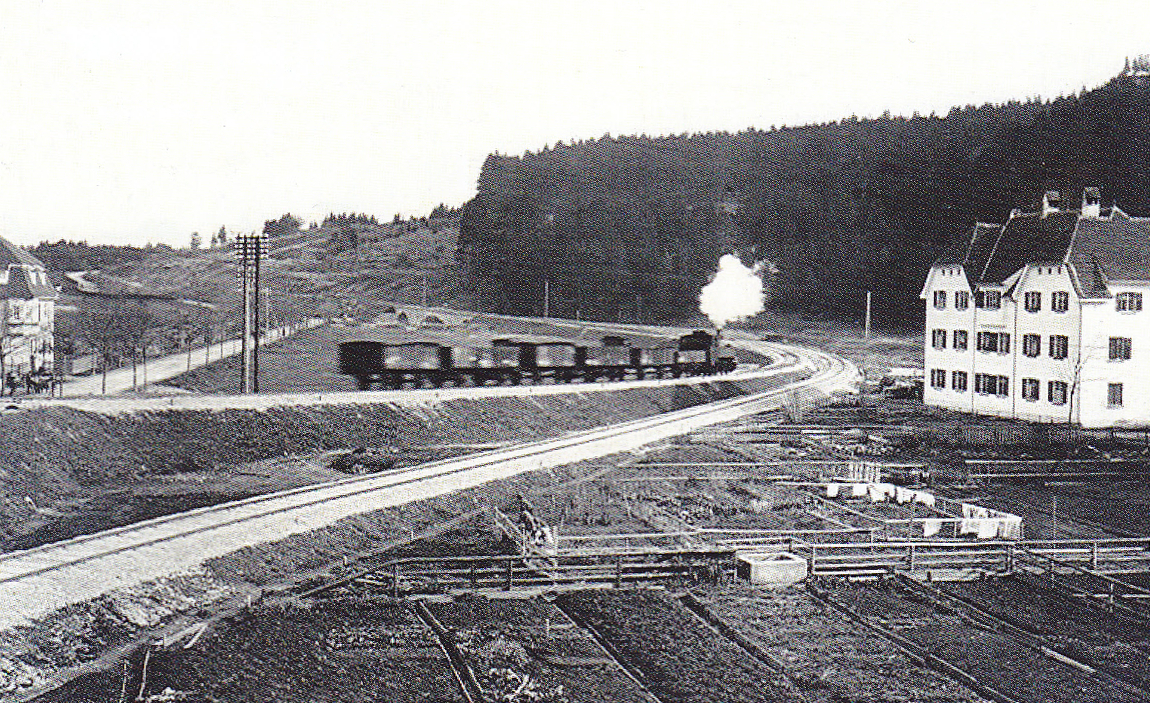
Erster Güterzug auf dem Gleisanschluss zur Papierfabrik Haindl

Am 14. Februar 1910 wurde die Genehmigung zum Beginn der Bauarbeiten erteilt und die Königliche Neubauinspektion Schongau mit der Leitung des Bahnbaus beauftragt. Am 16. Februar 1910 begann die Errichtung der Brücke über den Lech südlich des Bahnhofs Schongau, die das aufwändigste Kunstbauwerk der Strecke darstellte. 1911 wurde das Gleis über die Lechbrücke verlegt und im Dezember 1912 die Brücke fertiggestellt. Zunächst wurde sie ausschließlich für den Gleisanschluss zur Papierfabrik Haindl genutzt, die bisher vom Bahnhof Schongau aus umständlich auf dem Straßenweg bedient worden war.
Mit dem Ausbruch des Ersten Weltkriegs wurden die meisten Bauarbeiter für den Kriegseinsatz abkommandiert, sodass sich die Bauarbeiten an der Strecke verzögerten. Von ursprünglich 400 Arbeitern waren im Juli 1915 nur noch 20 bis 30 an der Strecke beschäftigt. Ein zunächst durch die Bayerischen Staatsbahnen geprüfter Einsatz von Kriegsgefangenen wurde nicht umgesetzt. Zur Vollendung des Streckenbaus zogen die Bayerischen Staatseisenbahnen mehrere Privatfirmen hinzu, die vor allem mit Arbeiten am Bahndamm beauftragt wurden. Zudem kam es in Peißenberg zu Schwierigkeiten bei der Kreuzung der Bahnstrecke mit der bergwerkseigenen Drahtseilbahn, die den Unterbauschacht in Hohenpeißenberg mit dem Tiefstollen am Bahnhof Peißenberg verband. Zur Errichtung der Bahnstrecke unter der Seilbahn mussten die Drahtseile höher gelegt und ein Schutzdach aufgestellt werden.
Ab dem 28. November 1916 war die Befahrung mit Materialzügen möglich. Nach der Fertigstellung der Strecke erfolgte am 5. Januar 1917 die Schlussabnahme der 15,5 Kilometer langen Strecke. Am 10. Januar 1917 wurde die Lokalbahn mit mehreren Sonderfahrten eröffnet. Auf einen Festakt wurde dabei aufgrund der Kriegszeit verzichtet. Am Folgetag, dem 11. Januar 1917, nahmen die Königlich Bayerischen Staatseisenbahnen den planmäßigen Betrieb zwischen Peißenberg und Schongau auf.
Die Lokalbahn von Schongau nach Peißenberg war die letzte neugebaute Strecke der Königlich Bayerischen Staatseisenbahnen vor deren Eingliederung in die Deutschen Reichseisenbahnen 1920.

### Erste Betriebsjahre

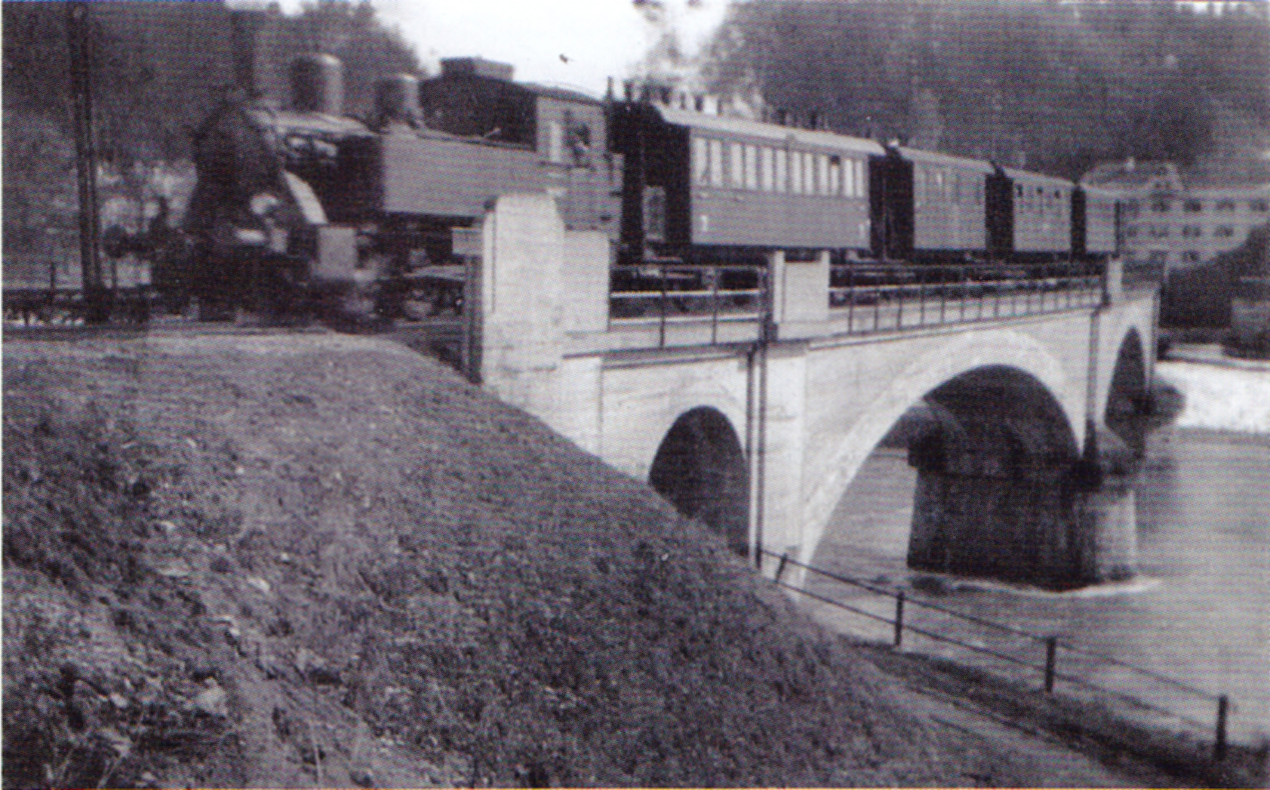
Personenzug auf der Lechbrücke (Januar 1917)

Bereits in ihren ersten Betriebsjahren gehörte die Bahnstrecke von Peißenberg nach Schongau zu den bayerischen Lokalbahnen mit den höchsten Fahrgastzahlen. Am 13. Oktober 1920 begann die Errichtung eines Gleisanschlusses vom Bahnhof Peiting Ost zum in Bau befindlichen Bergwerk Peiting. Ab Januar 1921 war der Gleisanschluss befahrbar, im März 1921 wurde der Betrieb aufgenommen. Die Bedeutung der Strecke im Güterverkehr stieg durch die Kohletransporte aus dem Bergwerk Peiting deutlich an. Zum 17. Februar 1923 eröffnete die Deutsche Reichsbahn eine in Schongau anschließende Lokalbahn nach Kaufbeuren, über die ein direkter Kohletransport aus dem Bergwerk Peiting ins Allgäu ermöglicht wurde.
Zum 1. Mai 1925 nahm die Deutsche Reichsbahn den elektrischen Betrieb auf der Bahnstrecke Weilheim–Peißenberg auf. Die Stadt Schongau beantragte daher am 14. Januar 1925 eine Elektrifizierung der Strecke von Peißenberg nach Schongau, der Antrag wurde jedoch abgelehnt. Dadurch waren die Strecken betriebstechnisch geteilt, bei durchgehenden Zügen fand im Bahnhof Peißenberg ein Lokomotivwechsel von Elektro- auf Dampftraktion statt.
1928 setzten sich die Gemeinden entlang der Strecke für die Einführung eines zusätzlichen Zugpaares ein. Da die Deutsche Reichsbahn die auf der Strecke eingesetzten Lokomotiven jedoch für Rangierarbeiten in Peißenberg benötigte, wäre dafür eine zusätzliche Lokomotive notwendig gewesen. Die Reichsbahndirektion Augsburg forderte 1930 für die Verbesserung des Zugangebots eine Garantiesumme von 60 Reichsmark, welche die Gemeinden anteilig bezahlten. Bis 1936 erhöhte die Deutsche Reichsbahn das Zugangebot daraufhin von vier auf sechs Zugpaare.
Ende der 1930er Jahre modernisierte die Deutsche Reichsbahn die Bahnstrecke. In den Bahnhöfen wurden neue mechanische Stellwerke der Einheitsbauart in Betrieb genommen, welche die Steuerung der bisher vor Ort gestellten Weichen übernahmen. Dabei wurde das Betriebsgebäude von Peiting Ost bis 1941 durch einen Neubau ersetzt.
Im Zweiten Weltkrieg kam es auf der Strecke ab 1944 mehrfach zu Beschädigungen durch Tieffliegerangriffe. Kurz vor Kriegsende beschossen Flugzeuge am 27. April 1945 im Bahnhof Peiting Ost eine Dampflokomotive, die dadurch vollständig zerstört wurde. Um den Vormarsch der amerikanischen Truppen zu verhindern, sprengten am selben Tag gegen 15:15 Uhr deutsche Pioniere die Straßenbrücke über den Lech in Schongau. Die danebenliegende Eisenbahnbrücke stürzte durch die Explosion teilweise ebenfalls ein, sodass die Strecke unterbrochen wurde.

### Niedergang in der Bundesbahnzeit
Nach Kriegsende wurde die Strecke aufgrund der zerstörten Lechbrücke Schongau zunächst nur zwischen Peiting Ost und Peißenberg befahren. Ende der 1940er Jahre wurde die Brücke schließlich in ihrer alten Form wiederaufgebaut und der durchgehende Verkehr auf der Strecke wiederaufgenommen. In den folgenden Jahren gingen die Fahrgastzahlen zunehmend zurück. 1952 begann die Deutsche Bundesbahn (DB) mit dem Einsatz von Dieseltriebwagen auf der Strecke. In den 1950er Jahren führte sie zwischen Peißenberg und Schongau anstelle des bisherigen Zugmeldebetriebs den vereinfachten Nebenbahnbetrieb ein. Dadurch wurde der Personalaufwand von durchschnittlich 1,22 auf 1,11 Personen pro Streckenkilometer reduziert.
1968 wurde das Bergwerk Peiting geschlossen, womit die schweren Kohlezüge von Peiting über Schongau ins Allgäu eingestellt wurden. Mit dem Ende dieser letzten dampfbespannten Züge endete der Einsatz von Dampflokomotiven auf der Strecke. Durch den Wegfall des Hauptkunden ging der Güterverkehr stark zurück. 1972 legte die Deutsche Bundesbahn das in Schongau anschließende Sachsenrieder Bähnle nach Kaufbeuren still. In der Folge wurde auch die Stilllegung der Strecken Schongau–Peißenberg und Weilheim–Peißenberg diskutiert. Am 22. Januar 1976 veröffentlichte die Deutsche Bundesbahn ihr Betriebswirtschaftlich optimales Netz, in dem die Stilllegung der Strecke vorgesehen war. Nach einer erneuten Berechnung des Potentials 1977 wurde der Abschnitt Schongau–Peiting Ost nur für den Güterverkehr in das Betriebswirtschaftlich optimale Netz aufgenommen, der Personenverkehr sollte jedoch weiterhin auf der Gesamtstrecke eingestellt werden. Aufgrund von Einwendungen der Gemeinden entlang der Strecke überprüfte die Deutsche Bundesbahn ihr Konzept und entschied sich, die Stilllegung zunächst nicht umzusetzen.
Nach der Einstellung des Personenverkehrs auf der in Schongau anschließenden Strecke nach Landsberg 1984 beschränkte die Deutsche Bundesbahn ab 1985 den Zugverkehr zwischen Schongau und Peißenberg auf die Wochentage Montag bis Freitag. Dadurch konnten jährlich 153.000 D-Mark eingespart werden.

### Aufschwung und Sanierung ab 1994
1994 führte die Deutsche Bahn AG auf der Strecke den Werdenfels-Takt ein und verbesserte damit das Zugangebot deutlich. Täglich verkehrten nun bis zu 18 Zugpaare zwischen Weilheim und Schongau. Durch das neue Verkehrsangebot konnten die Fahrgastzahlen wieder auf ein ansehnliches Niveau gesteigert und der Bestand der Strecke gesichert werden.

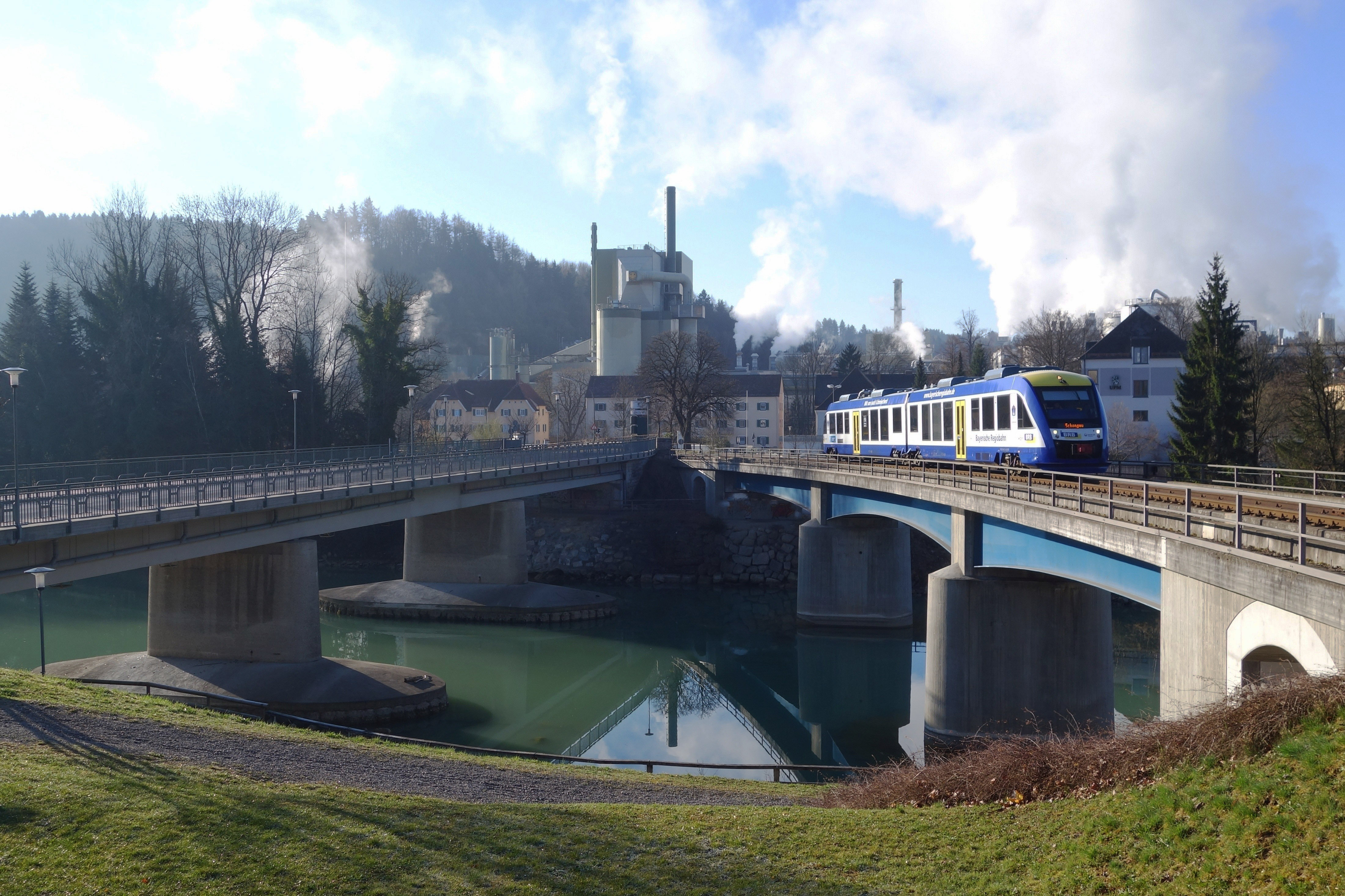
Neue Lechbrücke in Schongau (rechts), daneben die Straßenbrücke

Aufgrund des schlechten Zustandes der Lechbrücke in Schongau drohte 2000 eine Sperrung der Strecke. Die Deutsche Bahn entschied sich, die Brücke im Sommer 2001 für etwa zwei Millionen Euro zu erneuern. Zum 2. April 2001 wurde der Zugbetrieb zwischen Peiting Ost und Schongau eingestellt und die alte Brücke in der Folge vollständig abgebrochen. Nach einem Entwurf des Ingenieurbüros Schmitt, Stumpf, Frühauf und Partner errichtete das Bauunternehmen Max Bögl innerhalb von drei Monaten eine neue Dreifeldbrücke in Verbundfertigteilbauweise. Am 29. Juli 2001 wurde der Zugverkehr über die Brücke wiederaufgenommen. Die neue Lechbrücke wurde 2002 als erste deutsche Eisenbahnbrücke in Verbundfertigteilbauweise mit dem Ingenieurbau-Preis ausgezeichnet.
Zum 14. Dezember 2008 vergab die Bayerische Eisenbahngesellschaft (BEG) den Betrieb des Schienenpersonennahverkehrs auf der Bahnstrecke Schongau–Peißenberg als Teil des Dieselnetzes Augsburg II an die Bayerische Regiobahn GmbH (BRB), die zur Transdev-Gruppe gehört. Die BRB betreibt neben der Strecke Peißenberg–Schongau den Nahverkehr auf der Ammerseebahn von Augsburg nach Weilheim und auf der Bahnstrecke Weilheim–Peißenberg. Der Verkehrsvertrag lief bis Dezember 2019.
Am 17. Mai 2016 wurde in Schongau und Peißenberg jeweils ein Video-Reisezentrum von Bundesverkehrsminister Alexander Dobrindt eingeweiht. Am 30. September 2016 nahm die Deutsche Bahn in Peiting Ost ein weiteres Video-Reisezentrum in Betrieb.
In einem Übergangsvertrag vergab die BEG das Dieselnetz Augsburg II und damit den Betrieb auf der Bahnstrecke Schongau–Peißenberg für den Zeitraum von Dezember 2019 bis Dezember 2021 weiterhin an die Bayerische Regiobahn. 2018 erteilte die BEG den Zuschlag für den Betrieb von Dezember 2022 bis Dezember 2031 im Zuge von Los 2 der Augsburger Netze erneut an die Bayerische Regiobahn.

### Unfälle
Im August 1956 kam es zwischen Peiting und Schongau zu einem Unfall, als ein leerer Kesselwagen auf der Brücke über den Lechkanal entgleiste und ins Wasser stürzte. Der Wagen wurde durch den Kanal in den Lech getrieben und versank schließlich an der Lechstaustufe 7.
Am 12. November 2012 ereignete sich bei Kilometer 9,9 nahe Hohenpeißenberg ein schwerer Unfall an einem Feldwegübergang. Ein Triebwagen des Typs LINT 41 der BRB stieß mit einem Lastkraftwagen zusammen, der Kies für die Bauarbeiten an der Hohenpeißenberger Umgehungsstraße transportierte. 19 Personen wurden verletzt, darunter der Triebfahrzeugführer und der Lastkraftwagenfahrer.
Am 19. September 2017 kollidierte ein vom Bahnhof Schongau kommender Triebwagen der BRB auf der Zufahrt zum Schongauer Werk der Papierfabrik UPM-Kymmene (Kilometer 0,5) mit einem mit Papierschnitzeln beladenen Lastkraftwagen, dessen Fahrer sowohl das Lichtzeichen am dortigen unbeschrankten Bahnübergang als auch ein akustisches Warnsignal nicht beachtet hatte. Es waren 18 Leichtverletzte zu beklagen, darunter der Triebwagenführer.
Am 23. Januar 2018 kollidierte an der gleichen Stelle erneut ein Lastkraftwagen, der das Rotlicht missachtet hatte, mit einem vom Bahnhof Schongau kommenden Triebwagen der BRB. Neben dem schwerverletzten Lastkraftwagenfahrer waren sechs Leichtverletzte zu beklagen, darunter wieder der Triebwagenführer. Laut dem staatlichen Bauamt in Weilheim sollte dort nach diesem Unfall ein zusätzliches Warnschild aufgestellt werden, um Auto- und Lastkraftwagenfahrer zu warnen. Die Installation einer mittels Thermokamera gesteuerten Anforderungsampel soll ferner verhindern, dass sich Lastkraftwagen bis in das Werksgelände zurückstauen können.
Am 10. Januar 2023 entgleiste ein Triebwagen der Bayerischen Regiobahn bei der Einfahrt in den Bahnhof Peiting-Ost in Richtung Schongau auf der Einfahrweiche. Personen kamen dabei nicht zu Schaden. Als Ursache wird von einer Weichenstörung ausgegangen.
Am 25. August 2023 ereignete sich erneut ein Unfall auf der Zufahrt zum Schongauer Werk der Papierfabrik UPM-Kymmene (Kilometer 0,5). Das Ende eines Aufliegers eines in einer Schlange auf die Einfahrt ins Werk wartenden LKWs ragte ins Gleis, und ein aus Richtung Schongau kommender Triebwagen der BRB konnte nicht mehr bremsen und stieß mit dem Auflieger zusammen. Personen kamen nicht zu Schaden, und der Bahnbetrieb konnte am gleichen Tag wieder aufgenommen werden.

## Streckenbeschreibung

### Verlauf

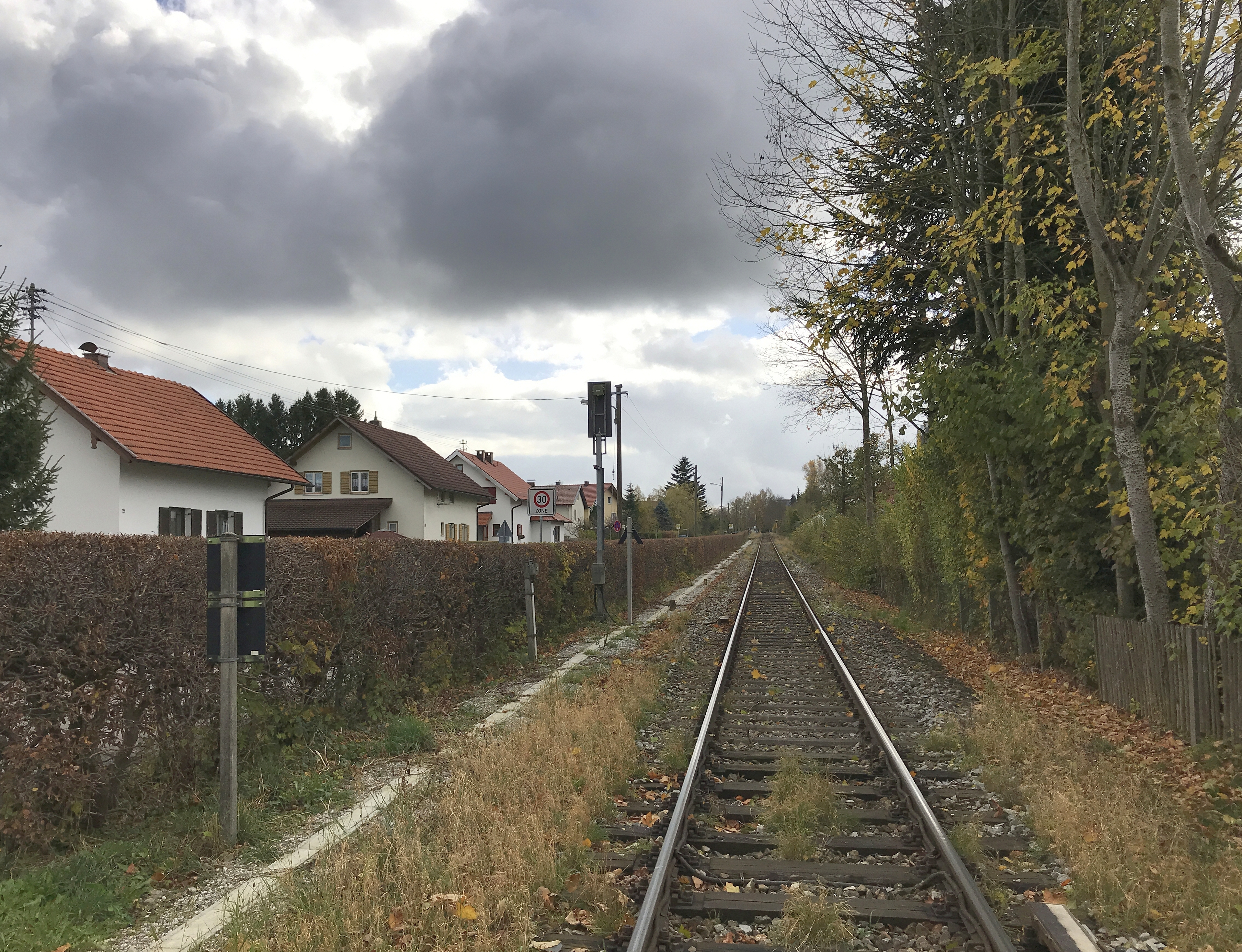
Strecke im Peitinger Ortsgebiet (2017)

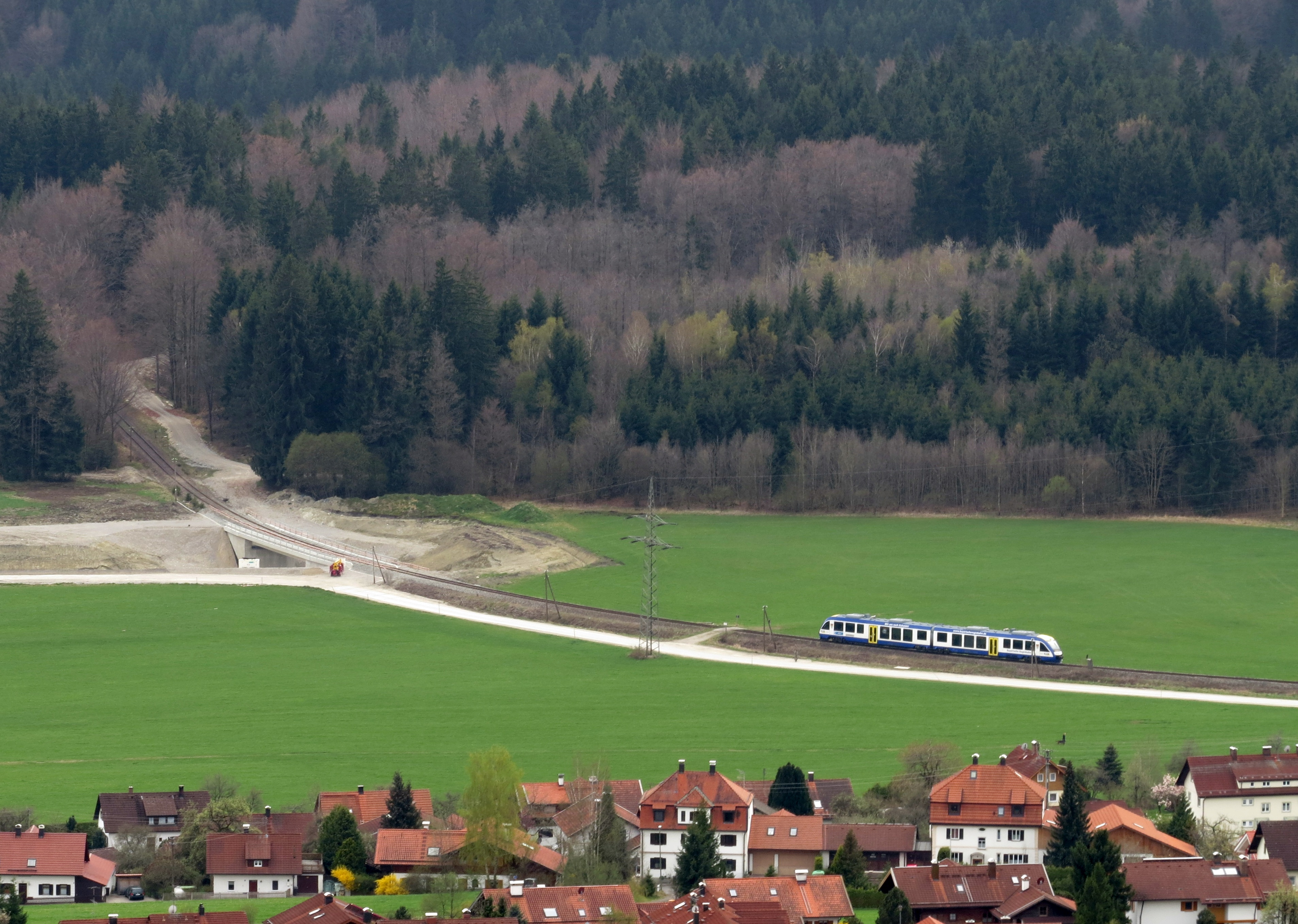
Strecke kurz vor Hohenpeißenberg (2014)

Die Bahnstrecke Schongau–Peißenberg beginnt bei Streckenkilometer 0,0 im Bahnhof Schongau und führt zunächst mit leichtem Gefälle in Richtung Süden. Nach zwei Bahnübergängen über die Staatsstraße 2014 überquert sie in einer Linkskurve den Lech. Die Strecke führt nördlich an der Papierfabrik der UPM-Kymmene (ehemals Haindl) vorbei, zu der an der Ausweichanschlussstelle Haindl ein Anschlussgleis abzweigt. Nach einer Brücke über den Lechkanal folgt sie dem Lech mit starker Steigung, in nordöstlicher Richtung am Nordhang des Peitinger Schlossbergs entlang. Nach etwa 500 Metern biegt die Trasse mit einer Rechtskurve nach Südosten ab und kreuzt mit einem Bahnübergang erneut die Staatsstraße 2014. Nach einer weiteren Rechtskurve erreicht die Strecke auf einem Bahndamm mit leichter Steigung das Ortsgebiet von Peiting. Nach dem Haltepunkt Peiting Nord überquert sie mit zwei Brücken den Mühlbach (einen Seitenarm der Peitnach) sowie die Peitnach selbst. Mitten durch das Ortsgebiet von Peiting führend, biegt die Trasse nach Osten ab und verläuft westlich am Peitinger Ortszentrum und der Wallfahrtskirche Maria Egg vorbei. Bei Kilometer 4,2 erreicht sie den Bahnhof Peiting Ost.
Östlich des Bahnhofs zweigt in Richtung Süden das ehemalige Anschlussgleis zum Bergwerk Peiting von der Strecke ab, die mit leichter Steigung das Ortsgebiet verlässt. Sie überquert in einer Rechtskurve die Bundesstraße 472 (B 472) und verläuft auf einem Damm in mehreren starken Kurven weiter in östlicher Richtung durch ein Waldgebiet. Zwischen Kilometer 7,1 und 7,9 erreicht sie an der Wasserscheide von Lech und Isar mit 744,8 Metern über Normalhöhennull ihren höchsten Punkt und fällt anschließend wieder ab. Mit einer Brücke führt die Strecke über den tiefen Einschnitt des Kohlgrabens und überquert die Ende 2017 fertiggestellte Ortsumfahrung Hohenpeißenberg der B 472. Südlich von Hohenpeißenberg erreicht sie den gleichnamigen Haltepunkt und biegt in einer engen Rechtskurve nach Süden ab. Nach einer weiteren Überquerung der Ortsumfahrung führt die Strecke erneut in den Wald und wendet sich mit einer Linkskurve nach Osten. Es folgt südlich des Hohen Peißenbergs über die nächsten zwei Kilometer der steilste Streckenabschnitt mit einem maximalen Gefälle von 25 ‰. Stetig fallend, verlässt die Trasse das Waldgebiet und unterquert in einem tiefen Einschnitt ein letztes Mal die B 472. Nach Nordosten führend, erreicht die Strecke das Ortsgebiet von Peißenberg und überquert den Wörtersbach. In vielen leichten Kurven verläuft sie direkt am Osthang des Hohen Peißenbergs entlang, südlich erstrecken sich der Peißenberger Ortsteil Wörth und das ehemalige Bergwerksgelände. Nach einer Rechtskurve erreicht die Strecke, nun in Nordrichtung verlaufend, den Bahnhof Peißenberg bei Streckenkilometer 15,5. Dort trifft sie auf die ältere Strecke Weilheim–Peißenberg, die hier bei Streckenkilometer 8,9 endet.
Der Streckenabschnitt von Schongau bis zum Kilometer 14,90 zwischen Hohenpeißenberg und Peißenberg gehörte zur Eisenbahndirektion Augsburg, die restliche Strecke zur Eisenbahndirektion München. Mit der Auflösung der Direktion Augsburg lag ab 1971 die gesamte Strecke in der Bundesbahndirektion München.

### Betriebsstellen

#### Schongau

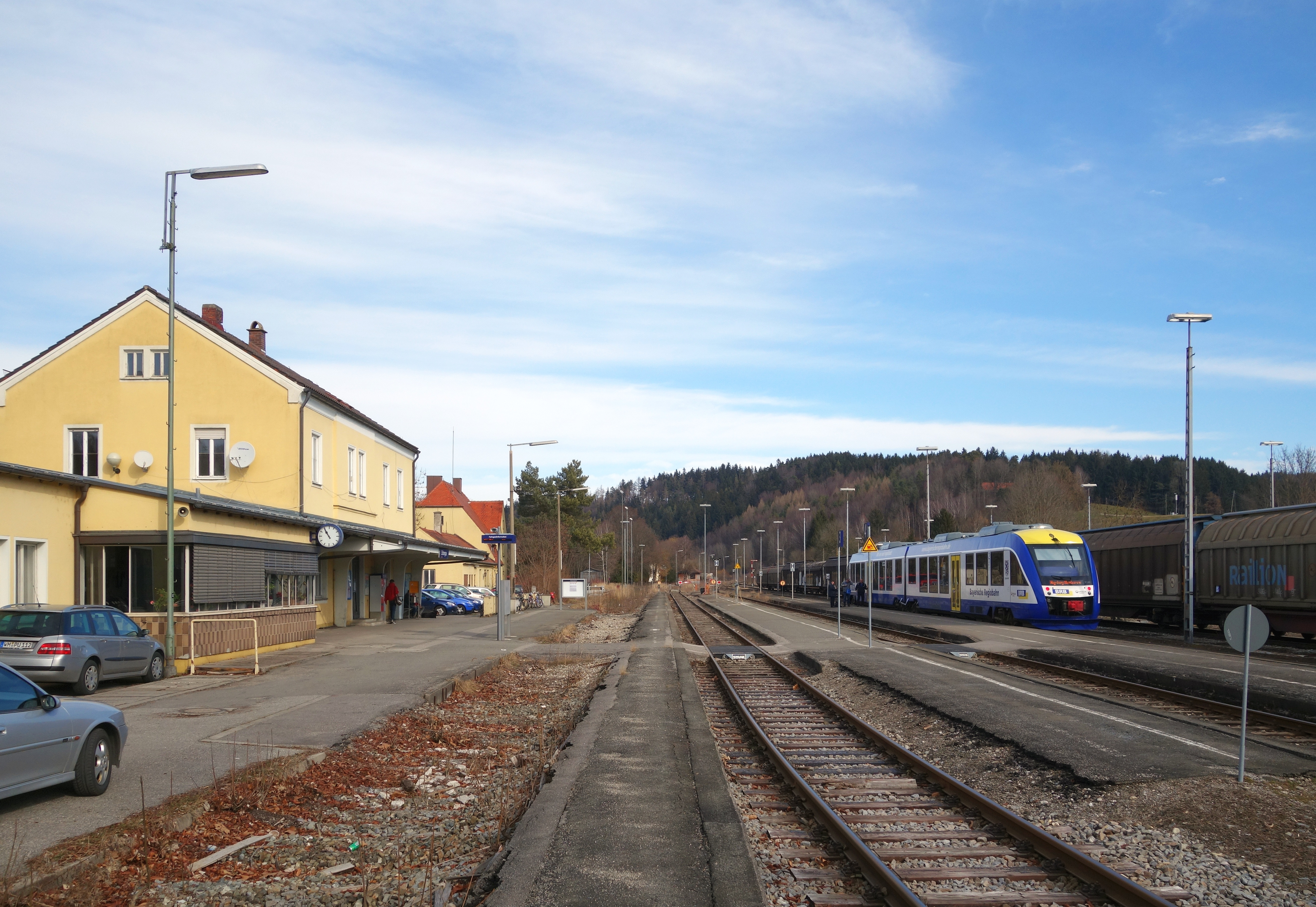
Bahnhof Schongau mit Triebzug des Typs LINT 41 (2014)

Der Bahnhof Schongau (Lage) wurde 1886 durch die Königlich Bayerischen Staatseisenbahnen als Endbahnhof der Lokalbahn aus Landsberg, heute als Fuchstalbahn bezeichnet, in Betrieb genommen. 1889 wurde das zweigeschossige Empfangsgebäude mit Satteldach, Zwerchhäusern und halbrundem Treppenhausanbau fertiggestellt. Mit der Eröffnung der Lokalbahn nach Peißenberg wurde der Bahnhof 1917 zum Zwischenbahnhof, nach der Fertigstellung des Sachsenrieder Bähnles nach Kaufbeuren 1923 zum Trennungsbahnhof. 1959 baute die Deutsche Bundesbahn das alte Empfangsgebäude um und entfernte Zwerchhäuser und Treppenhausanbau, der eingeschossige Anbau aus den 1930er Jahren blieb unverändert erhalten. 1992 wurde der Bahnhof mit der Stilllegung des letzten Teilstückes der Kaufbeurener Strecke, Schongau–Altenstadt, wieder zum Zwischenbahnhof. Neben den drei Bahnsteiggleisen sind noch größere Gleisanlagen für den Güterverkehr vorhanden. Von 1921 bis 1984 gab es in Schongau ein Bahnbetriebswerk mit einem zwölfständigen Ringlokschuppen.

#### Peiting Nord

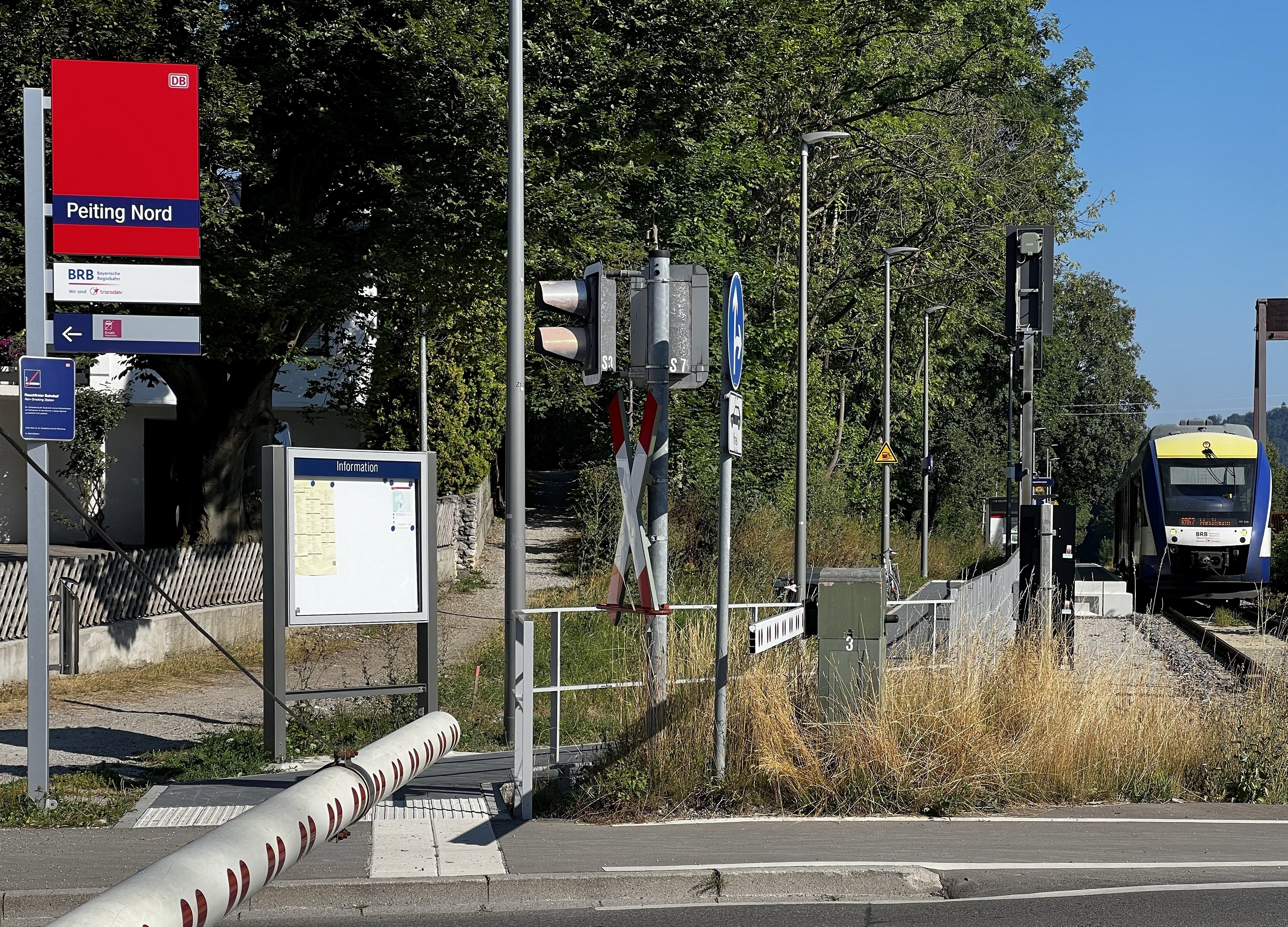
Haltepunkt Peiting-Nord (2022)

Der Haltepunkt Peiting Nord (Lage) befindet sich im Norden des Ortsgebiets von Peiting, direkt nördlich der Eisenbahnbrücke über die Peitnach. Der Haltepunkt wurde 1917 zusammen mit der Strecke Schongau–Peißenberg eröffnet und nach wenigen Jahren im Oktober 1922 wieder eingestellt. Mit dem Sommerfahrplan am 5. Juni 1925 nahm die Deutsche Reichsbahn den Haltepunkt erneut in Betrieb. Für die Reisenden entstanden nördlich des Bahnübergangs der Münchener Straße ein einfacher Schüttbahnsteig westlich der Gleise und ein kleines Wartehäuschen aus Holz mit Satteldach.
Später entstand südlich des Bahnübergangs ein weiterer Seitenbahnsteig östlich der Gleise, der von den Zügen in Richtung Weilheim bedient wurde, während am nördlichen Bahnsteig die Züge in Richtung Schongau hielten. Das hölzerne Wartehäuschen wurde abgebrochen und durch zwei verglaste Unterstände an den beiden Seitenbahnsteigen ersetzt.
Nördlich des Haltepunkts zweigte ein Gleisanschluss zu einem Metallverarbeitungsbetrieb von der Strecke ab, über den zeitweise auch ein Sägewerk bedient wurde. Bis Anfang der 1950er Jahre war das Anschlussgleis beidseitig, später noch einseitig nach Norden angebunden. 2006 legte die Deutsche Bahn den Gleisanschluss still und baute im November 2006 die Anschlussweiche zurück.
Im Rahmen des barrierefreien Ausbaus der Strecke im Sommer 2021 wurde der südliche Bahnsteig wieder abgebaut, seither halten die Züge in beiden Richtungen an dem nunmehr erhöhten nördlichen Bahnsteig.

#### Peiting Ost

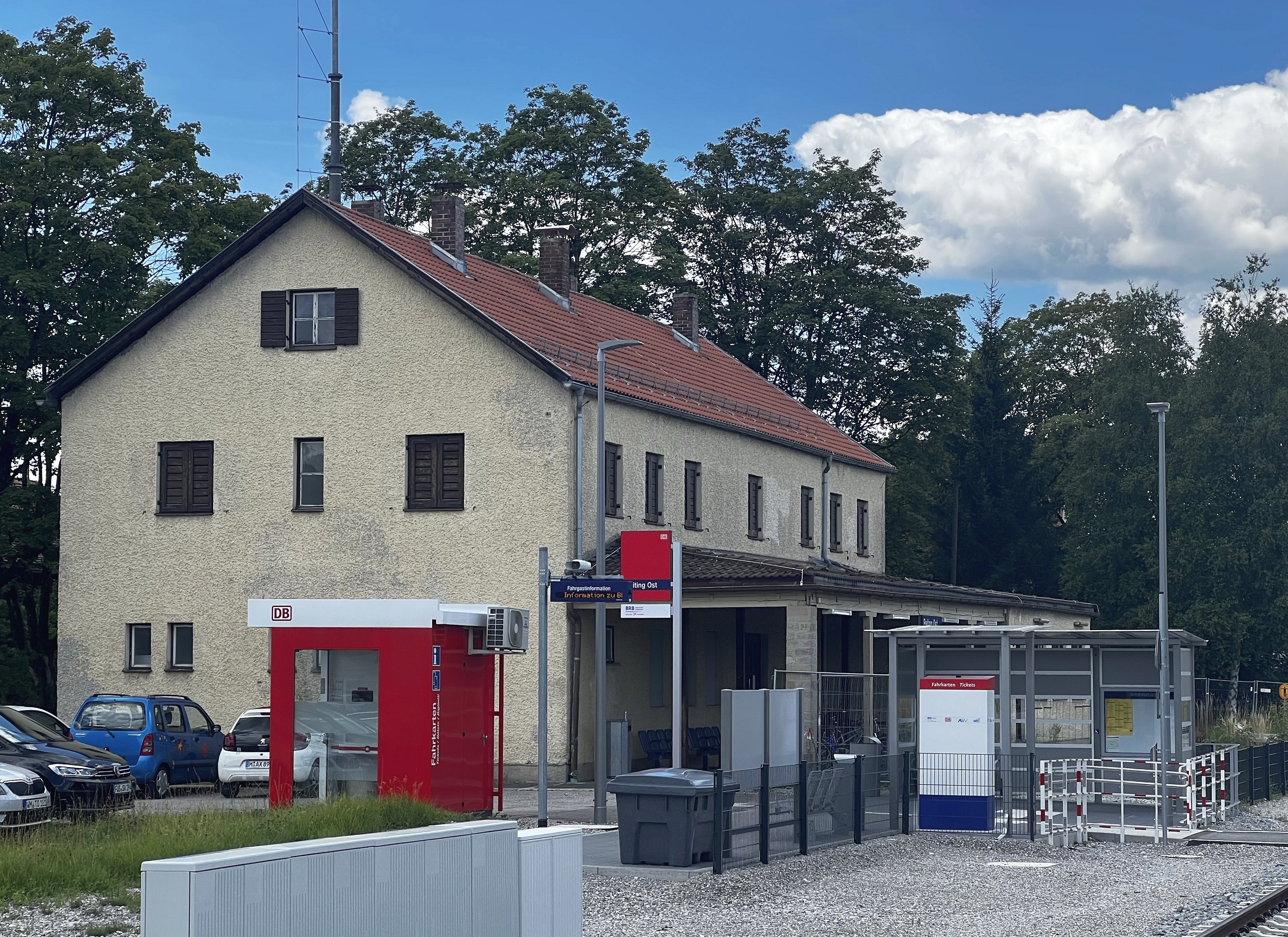
Bahnhof Peiting Ost, Empfangsgebäude (2022)

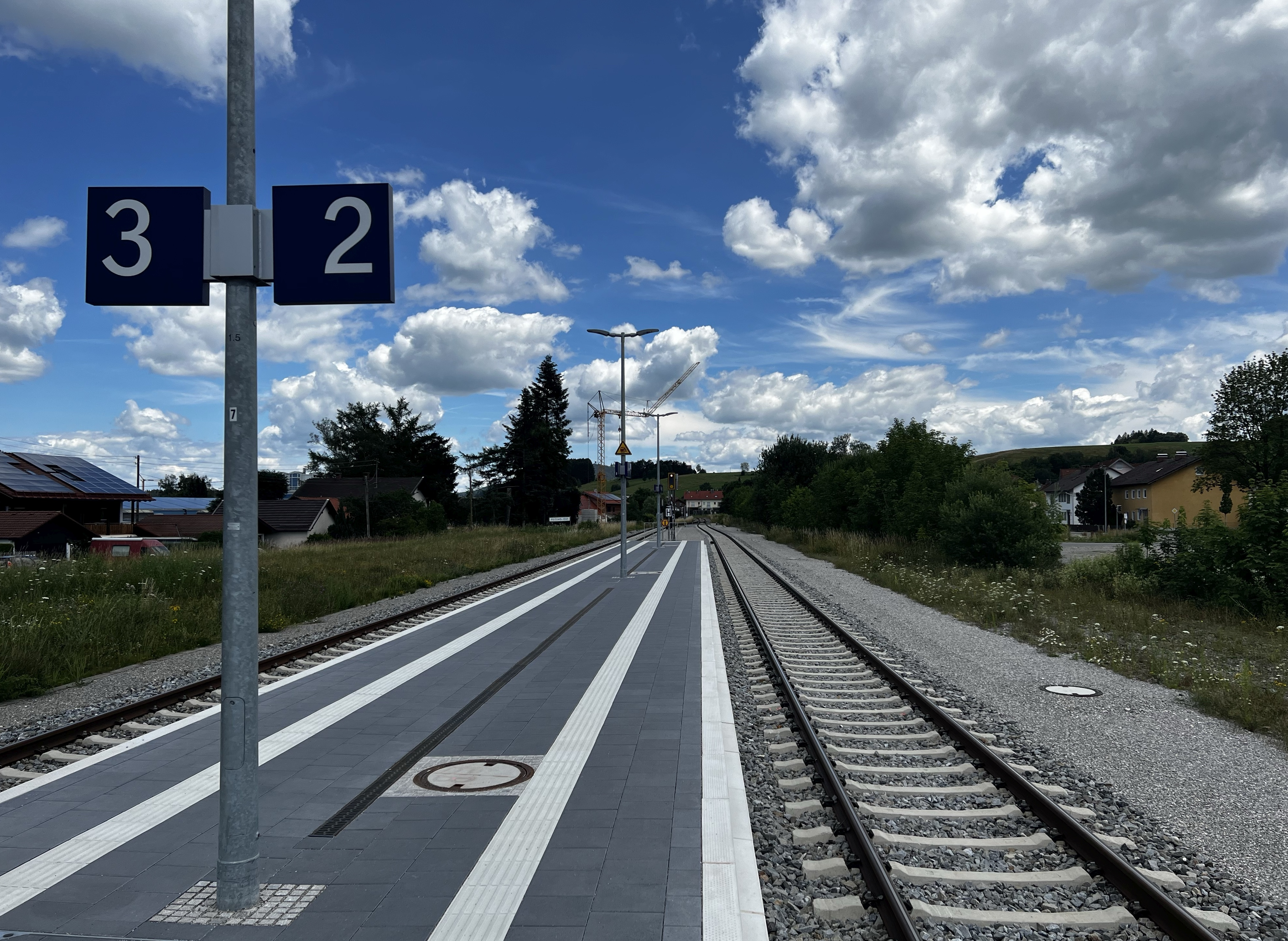
Bahnhof Peiting Ost, Bahnsteig (2022)

Der Bahnhof Peiting Ost (Lage) befindet sich im Osten von Peiting, etwa einen Kilometer vom Ortszentrum entfernt. Bei seiner Eröffnung war der Bahnhof mit einem eingeschossigen Empfangsgebäude mit Satteldach im Lokalbahnstil ausgestattet, das südlich der Gleisanlagen stand. Der östliche Gebäudeteil mit den Diensträumen war in gemauerter Bauweise, der westliche Teil aus Holz erstellt. Zudem waren ein Güterschuppen im östlichen Bahnhofsbereich, ein Beamtenwohnhaus und eine Bahnhofsrestauration vorhanden. Mit dem Beginn der Kohlenförderung im Bergwerk Peiting wurde 1921 ein Gleisanschluss zum Bergwerksgelände fertiggestellt. Dadurch erhielt der Bahnhof Peiting Ost eine größere Bedeutung im Güterverkehr und die Gleisanlagen wurden erweitert. Nördlich des durchgehenden Hauptgleises lag ein Ausweichgleis, beide Gleise waren mit Zwischenbahnsteigen ausgestattet. Südlich der Hauptgleise lagen zwei beidseitig angebundene Ladegleise mit einer Ladestraße, an die im Ostkopf des Bahnhofs der Anschluss zum Bergwerk angebunden war. Von den Ladegleisen zweigten drei Stumpfgleise ab, die den Güterschuppen und die Laderampe östlich des Empfangsgebäudes und ein Lagerhaus im Westkopf des Bahnhofs erschlossen. Nördlich der Bahnsteige lag ein weiteres beidseitig angebundenes Ladegleis mit Stumpfgleis, das der Torfverladung diente. Der Torf wurde mit einer Feldbahn aus dem Torfwerk bei Hohenbrand zum Bahnhof gebracht.
Ab 1938 baute die Deutsche Reichsbahn den Bahnhof um. Das alte Empfangsgebäude wurde vollständig abgebrochen und bis 1941 durch ein zweigeschossiges gemauertes Gebäude mit Satteldach im Heimatschutzstil ersetzt. Im Erdgeschoss enthielt es einen Warteraum und Diensträume, im Obergeschoss waren Dienstwohnungen untergebracht. Auf der Gleisseite war das Gebäude auf ganzer Länge mit einem Vordach versehen, unter dem sich im Osten ein offener Wartebereich und im Westen der Stellwerksanbau befand. Östlich des Empfangsgebäudes errichtete die Deutsche Reichsbahn an den südlichen Ladegleisen eine größere Kopfladerampe und eine neue Ladestraße.
Anfang der 1950er Jahre stellte die Deutsche Bundesbahn die Torfverladung in Peiting Ost ein, 1968 endete mit der Schließung des Bergwerks der Kohleverkehr. Das Anschlussgleis zum ehemaligen Bergwerksgelände wurde nach Süden und Westen verlängert und schloss fortan ein Holzwerk und eine Papierfabrik an. In den 1980er Jahren stellte die Deutsche Bundesbahn den örtlichen Güterverkehr im Bahnhof vollständig ein, zuletzt wurden noch Holz und Düngemittel verladen. Die nicht mehr benötigten Ladegleise wurden teilweise zurückgebaut und der Güterschuppen abgebrochen. In den 1990er Jahren endete der Verkehr auf dem Gleisanschluss. Nach erfolglosen Reaktivierungsbemühungen wurden der Gleisanschluss, das Bahnsteiggleis 1 und das verbliebene Ladegleis am Bahnhof Peiting Ost im Sommer 2012 zurückgebaut. Nach den Rückbaumaßnahmen war noch das durchgehende Hauptgleis und ein Ausweichgleis an zwei 18 cm hohen Zwischenbahnsteigen vorhanden.
Das Empfangsgebäude ist seit Sommer 2013 im Besitz der Gemeinde Peiting. Mit Stand Oktober 2017 wurde ein Abriss des Gebäudes zugunsten der Erschließung von Gewerbeflächen erwogen. Mit Stand Februar 2022 steht das Gebäude leer, und Planungen für eine Nachnutzung des Geländes (wofür mittlerweile auch teilweise Wohnbebauung in Diskussion ist) sind unter anderem wegen komplexer Grundbesitzverhältnisse nicht in einem konkreten Stadium.
Im Sommer 2021 wurden die Bahnsteige barrierefrei ausgebaut. Dabei wurde das zuvor noch sichtbare Gleisbett des bereits 2012 aufgegebenen Gleises 1 beseitigt.

#### Hohenpeißenberg

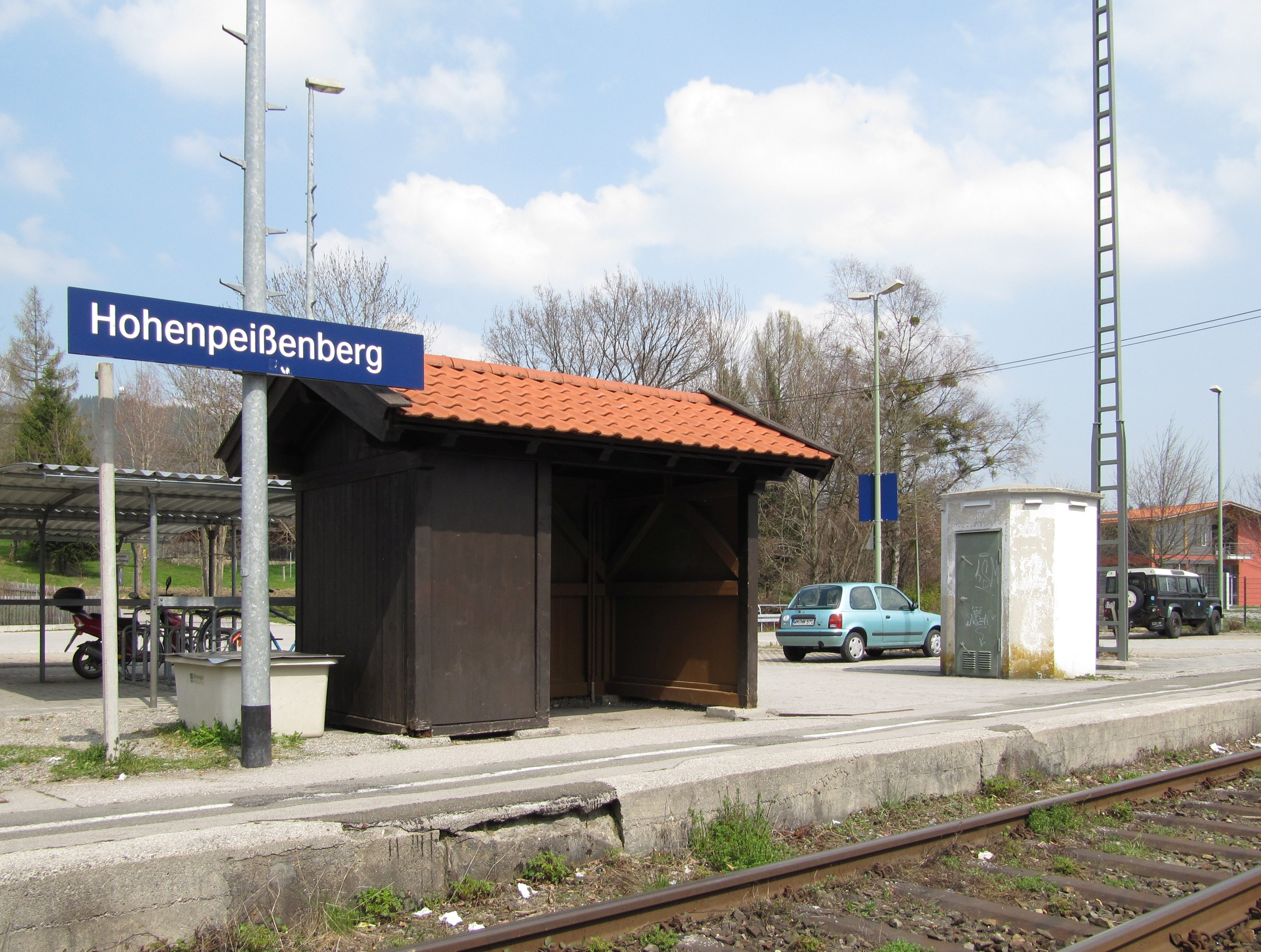
Hölzerner Unterstand am Haltepunkt Hohenpeißenberg (2010)

Der ehemalige Bahnhof und heutige Haltepunkt Hohenpeißenberg (Lage) liegt unterhalb des Südhangs des Hohen Peißenbergs, etwa 700 Meter südlich des Ortszentrums von Hohenpeißenberg. In der Planung war für den Bahnhof ursprünglich der Name Schächen vorgesehen. Der Bahnhof war mit einem eingeschossigen Empfangsgebäude im Lokalbahnstil mit Satteldach ausgestattet, das sich südlich der Gleise befand. Im gemauerten, mit Holz verkleideten Westteil des Gebäudes befanden sich Diensträume für das Bahnhofspersonal und ein halboffener Warteraum. Der in Holzbauweise errichtete Ostteil beherbergte den Güterschuppen, der auf der Gleisseite mit einer Laderampe mit querstehendem Satteldach versehen war. Der Bahnhof verfügte neben dem durchgehenden Hauptgleis, das an einem Zwischenbahnsteig lag, über ein Kreuzungsgleis am Hausbahnsteig. Westlich des Empfangsgebäudes lag ein beidseitig an das Kreuzungsgleis angebundenes Ladegleis mit Ladestraße und zwei Stumpfgleisen, von denen das eine ein Lagerhaus erschloss. Südlich des Bahnhofs befand sich das Bergwerksgelände um den Wetterschacht, das ab 1937 mit einem Gleisanschluss an die Strecke westlich des Bahnhofs angeschlossen war.
In den 1950er Jahren baute die Deutsche Bundesbahn im Empfangsgebäude ein mechanisches Stellwerk der Einheitsbauart ein, das für die Bedienung der Weichen des Bahnhofs zuständig war. Nach 1964 wurde der Güterschuppen umgebaut und die überdachte Laderampe abgebrochen. In den 1970er Jahren stellte die Deutsche Bundesbahn den Güterverkehr am Bahnhof Hohenpeißenberg ein und baute das Ladegleis zurück. Anfang der 1990er Jahre verlegte die Deutsche Bundesbahn die letzten Zugkreuzungen nach Peißenberg und Peiting Ost. Das nicht mehr benötigte Kreuzungsgleis wurde zurückgebaut und der zuletzt bereits nicht mehr besetzte Bahnhof Hohenpeißenberg zu einem Haltepunkt zurückgestuft. Im Dezember 1994 brach die Deutsche Bahn das leerstehende Empfangsgebäude ab und ersetzte es bis 1995 durch einen einfachen hölzernen Unterstand mit Satteldach am verbliebenen 16 cm hohen Seitenbahnsteig. 2011 wurde anstelle des hölzernen Unterstandes ein neues verglastes Wartehäuschen aufgestellt. Im Sommer 2021 wurde der Bahnsteig barrierefrei ausgebaut.

#### Peißenberg

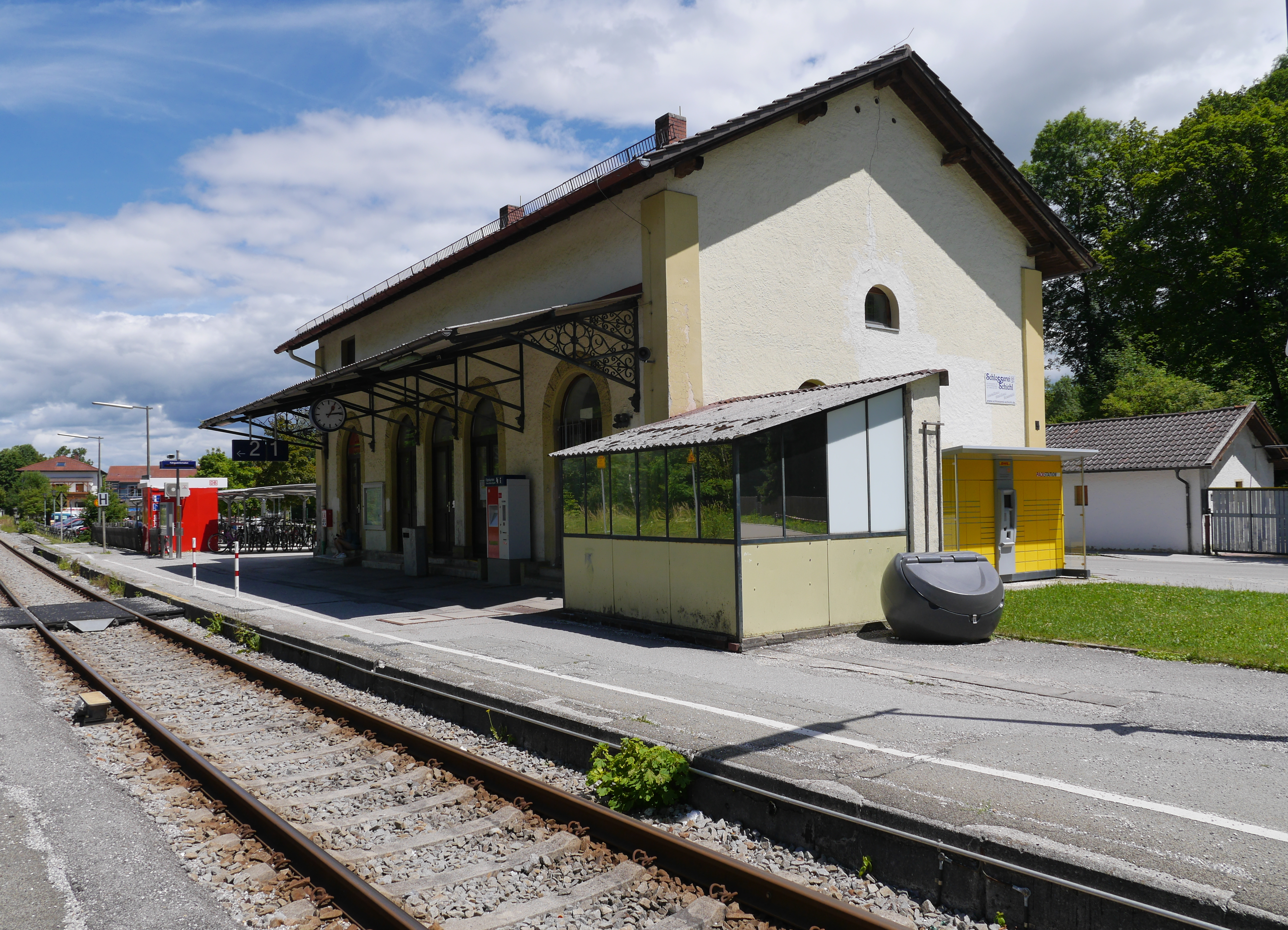
Empfangsgebäude des Bahnhofs Peißenberg (2017)

Der Bahnhof Peißenberg (Lage) befindet sich mittig zwischen dem nordöstlich gelegenen Nordteil (Dorf) und dem Südteil (Wörth) der Gemeinde Peißenberg, südlich des Ortsteils Sulz, der bis 1935 Bad Sulz hieß. Direkt westlich des Bahnhofs befand sich der Tiefstollen des Bergwerks Peißenberg. Er wurde am 1. August 1875 als Werksbahnhof Sulz in Betrieb genommen und war Endpunkt einer vom Bahnhof Unterpeißenberg kommenden Werksbahn. Am 15. Mai 1879 nahmen die Bayerischen Staatsbahnen den Personenverkehr zum Bahnhof Sulz auf und benannten ihn zum 15. September 1880 in Peißenberg um. Der Bahnhof erhielt ein dreigeschossiges Empfangsgebäude mit Satteldach und umfangreiche Anlagen für den Güterverkehr. Mit der Errichtung der Strecke von Schongau nach Peißenberg wurde er 1917 zum Durchgangsbahnhof. Nach dem Ende des Kohleverkehrs 1971 verlor der Bahnhof an Bedeutung und die Deutsche Bundesbahn baute den größten Teil der Gleisanlagen zurück. Heute sind noch zwei Bahnsteiggleise und das auf zwei Geschosse zurückgebaute Empfangsgebäude in Betrieb. Im Sommer 2021 wurde der Bahnsteig barrierefrei ausgebaut.

### Stellwerke und Sicherungstechnik

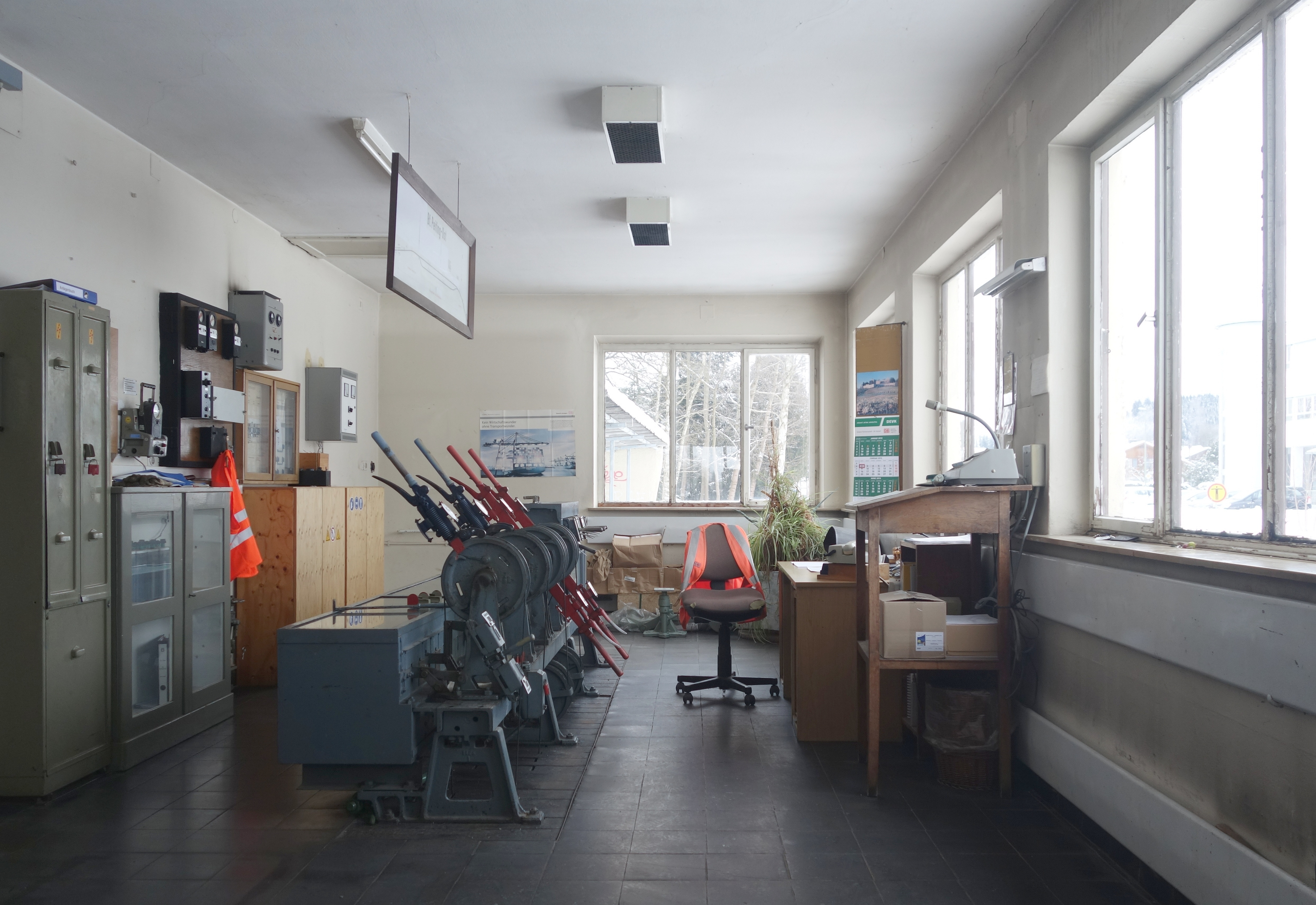
Stellwerk im Bahnhof Peiting Ost (2015)

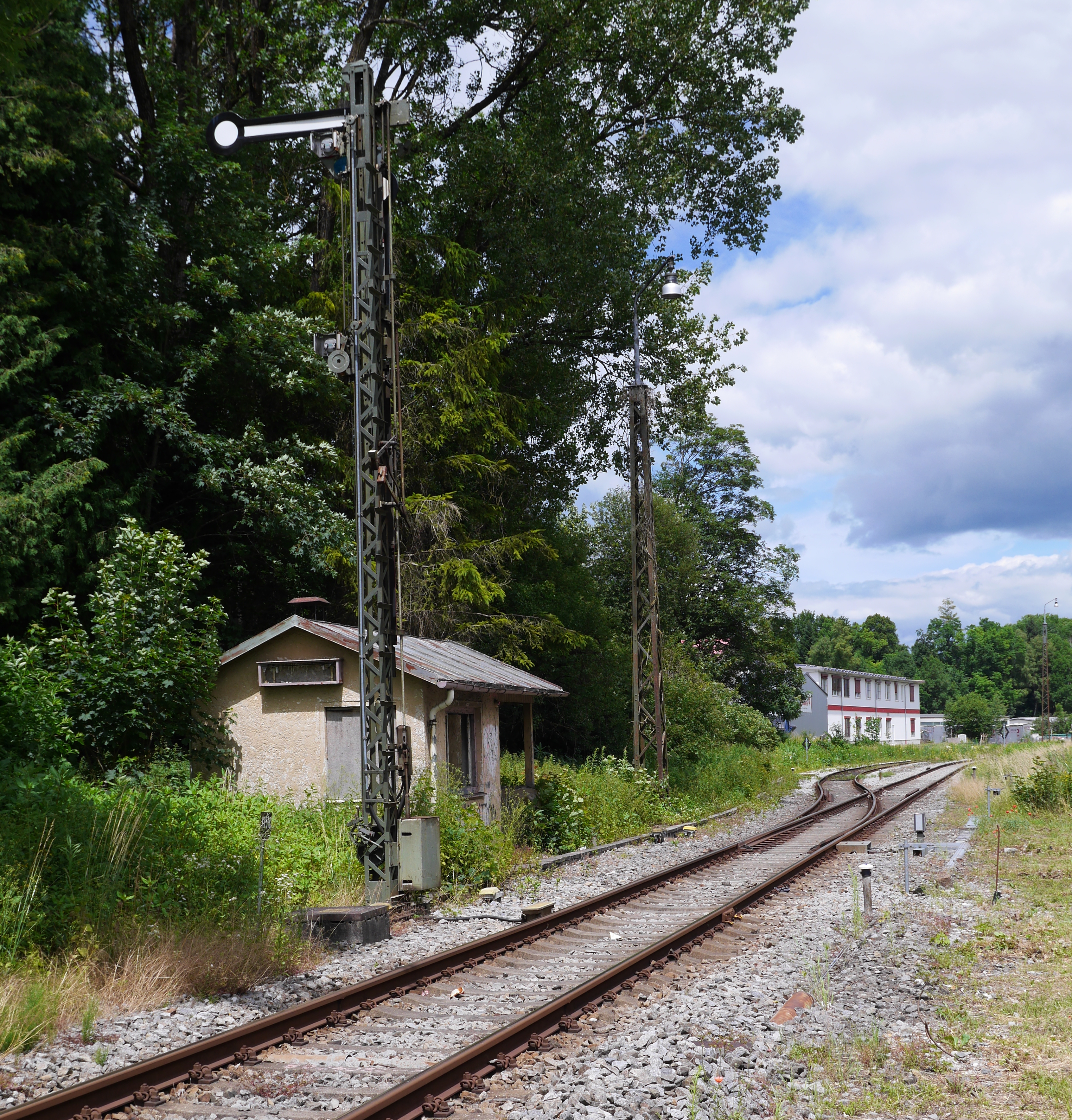
Gruppenausfahrsignal und ehemaliges Wärterstellwerk in Peißenberg (2017)

In den Anfangsjahren wurden die Weichen in den Betriebsstellen entlang der Strecke durch Weichenwärter vor Ort oder über im Freien auf dem Hausbahnsteig aufgestellte Bedienarmaturen gestellt. In den 1930er Jahren stattete die Deutsche Reichsbahn die Bahnhöfe Peißenberg, Peiting Ost und Schongau mit mechanischen Stellwerken der Einheitsbauart aus.
Im Bahnhof Schongau befindet sich seit den 1930er Jahren ein mechanisches Befehlsstellwerk im Empfangsgebäude, 1959 kam ein Wärterstellwerk im Nordkopf des Bahnhofs hinzu. Der Bahnhof verfügt über Gruppenausfahrsignale, die einzelnen Gleise sind mit Sperrsignalen gesichert. Aus Richtung Peiting Ost ist ein Einfahrsignal, aber kein Einfahrvorsignal vorhanden.
Der Bahnhof Peiting Ost war mit einem Befehlsstellwerk im Stellwerksvorbau des Empfangsgebäudes ausgestattet. Der Bahnhof verfügte nur über Einfahrsignale, Ausfahrsignale waren nicht vorhanden. Planmäßig wird im Bahnhof eine Zugkreuzung in der morgendlichen Hauptverkehrszeit durchgeführt, sodass der Bahnhof bis 2021 noch zeitweise besetzt war. Am 30. Juli 2021 legte die Deutsche Bahn das Stellwerk in Peiting Ost still; die beiden noch vorhandenen Weichen wurden zu Rückfallweichen umgebaut und die Einfahrsignale durch Trapeztafeln ersetzt. Die Stellwerkseinrichtung wurde Anfang 2022 abgebaut; Teile wurden als mögliche Ersatzteile für andere Stellwerke eingelagert.
In Hohenpeißenberg war ab den 1950er Jahren ein mechanisches Stellwerk im Empfangsgebäude vorhanden. Der Bahnhof verfügte nicht über Hauptsignale und war lediglich mit Trapeztafeln gesichert. In seinen letzten Betriebsjahren war der Bahnhof nicht mehr besetzt. Bei Zugkreuzungen mussten daher die Zugführer der kreuzenden Züge das Stellwerk besetzen und im Auftrag des Fahrdienstleiters in Schongau die Weichen stellen.
In Peißenberg waren ursprünglich ein Befehlsstellwerk am Empfangsgebäude und zwei Wärterstellwerke im Nord- und Südkopf des Bahnhofs vorhanden. Etwa 1976 wurden die Wärterstellwerke stillgelegt und die verbliebenen Weichen und Signale aus dem Befehlsstellwerk Pf gestellt. Der Bahnhof war mit Gruppenausfahrsignalen ausgestattet. Bei den stündlichen Zugkreuzungen war daher bis 2019 keine gleichzeitige Einfahrt der Züge möglich. Seit September 2019 steuert ein elektronisches Stellwerk mit Bedienplatz in Weilheim den Bahnhof Peißenberg.
Ab den 1950er Jahren wurde die Strecke im vereinfachten Nebenbahnbetrieb, ab 1967 als vereinfachter Zugleitbetrieb bezeichnet, betrieben. Damit war dieser Abschnitt bis 2015 der am dichtesten ohne Zugbeeinflussung befahrene Teil des südbayerischen Schienennetzes. 2015 führte DB Netz den Zugleitergesteuerten technisch unterstützten Zugleitbetrieb (TuZ) zwischen Peißenberg und Schongau ein und rüstete die Strecke mit schaltbaren 2000 Hz-Gleismagneten, blauen Überwachungsmeldern an den H-Tafeln, sowie Schaltkontakten zur Wirksamkeitsschaltung der Gleismagnete aus. Zugleiter ist der Fahrdienstleiter des Bahnhofs Schongau.

### Kunstbauwerke

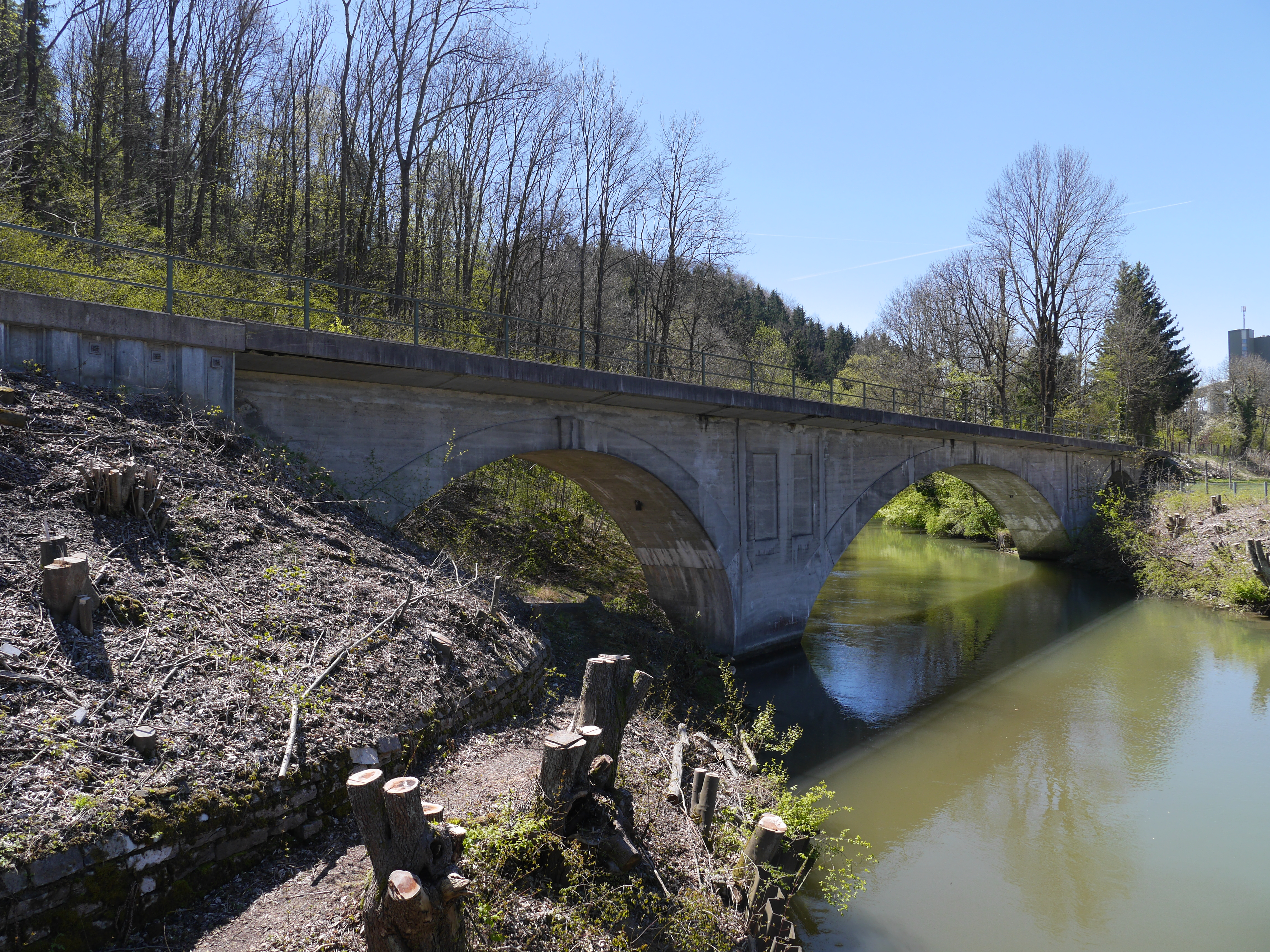
Brücke über den Lechkanal (2017)

Das größte Kunstbauwerk entlang der Strecke ist die in einer Kurve gelegene Brücke über den Lech in Schongau (Lage) von Streckenkilometer 0,287 bis 0,405. Die von Februar 1910 bis Dezember 1912 errichtete Steinbogenbrücke war insgesamt 118 Meter lang und bestand aus drei Bögen mit einer lichten Weite von jeweils 27,085 Metern. In den beiden Widerlagern befand sich jeweils eine überwölbte Öffnung. Das neue im Sommer 2001 errichtete Brückenbauwerk ist eine Dreifeldbrücke mit Stahlträgern und Betonplatte in Verbundfertigteilbauweise. Sie ist 105 Meter lang und weist Stützweiten zwischen 25 und 35 Metern auf.
Bei Kilometer 0,9 überquert die Strecke mit einer 83 Meter langen Brücke im spitzen Winkel den Lech-Werkskanal (Lage). Die Steinbogenbrücke hat einen Hauptbogen von 34,91 Metern lichter Weite sowie jeweils einen Sparbogen an beiden Widerlagern.
Am Nordhang des Peitinger Schlossberges befindet sich bei Kilometer 1,1 ein Lehnenviadukt (Lage), auf dem die Strecke einen etwa 50 Meter langen Hangabbruch überquert. Das 87 Meter lange Viadukt besteht aus acht Bögen, von denen der größte eine lichte Weite von 13,60 Metern, die übrigen sieben eine lichte Weite von 8,55 Metern aufweisen.
Am Haltepunkt Peiting Nord wird der Peitinger Mühlbach mit einer einfachen Balkenbrücke gequert. Über die Peitnach führt bei Streckenkilometer 2,9 eine 32 Meter lange Steinbogenbrücke (Lage) mit einem Hauptbogen von 16 Metern lichter Weite und zwei Sparbögen an den Widerlagern.

## Fahrzeugeinsatz
In der Anfangszeit der Strecke setzten die Königlich Bayerischen Staatseisenbahnen Nassdampf-Tenderlokomotiven der Gattung D XI (ab 1925 Baureihe 984–5) ein, die im Bahnbetriebswerk Schongau stationiert waren. Ab den 1930er Jahren kamen zudem die Baureihen 64, 86 und 9810 zum Einsatz.
Nach der Elektrifizierung der Strecke Weilheim–Schongau spannte die Deutsche Reichsbahn die durchgehenden Personenzüge ab 1925 in Peißenberg von Dampf- auf Elektrolokomotiven um, wodurch ein Zeitverlust von bis zu 15 Minuten entstand. Ab den 1940er Jahren bespannte die Deutsche Reichsbahn die schweren Kohlezüge vom Bergwerk Peiting mit Einheitsdampflokomotiven der Baureihe 50.
Ab Herbst 1952 stellte die Deutsche Bundesbahn einen Teil der lokbespannten Personenzüge auf Uerdinger Schienenbusse der Baureihe VT 95 um, die sie im Bahnbetriebswerk Schongau stationierte. Deren geringe Motorleistung reichte jedoch für die starken Steigungen zwischen Peißenberg und Hohenpeißenberg nicht aus, sodass die Deutsche Bundesbahn die einmotorigen Schienenbusse wieder abzog. Ab Sommer 1956 kamen zweimotorige Schienenbusse der Baureihe VT 98 zum Einsatz, die im Bahnbetriebswerk Schongau und der Lokstation Weilheim beheimatet waren. Durch den Triebwageneinsatz entfiel der zeitintensive Lokomotivwechsel im Bahnhof Peißenberg. Im Güterverkehr ersetzte die Deutsche Bundesbahn ab 1963 die Dampflokomotiven teilweise durch Diesellokomotiven der Baureihen V 100 und V 60, ab Ende der 1960er Jahre setzte sie zudem Lokomotiven der Baureihe 290 ein. Die Kohlezüge vom Bergwerk Peiting in Richtung Allgäu wurden hingegen weiterhin mit Dampflokomotiven der Baureihen 50 und 52 bespannt. Mit der Stilllegung des Bergwerks Peiting endete im November 1968 der Einsatz von Dampflokomotiven auf der Strecke.

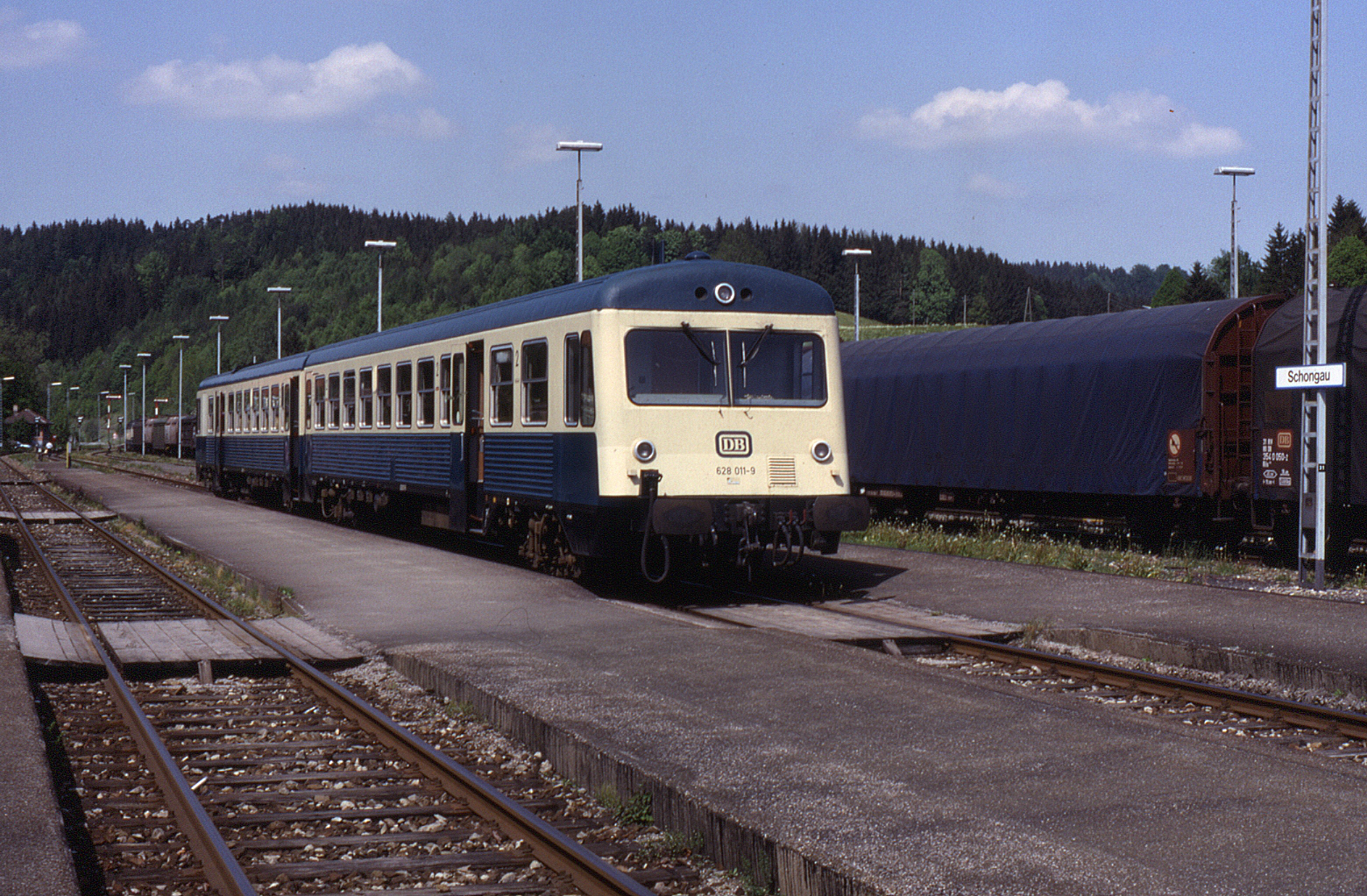
Triebwagen der Baureihe 628.0 im Bahnhof Schongau (1992)

In den 1970er und 1980er Jahren kamen auf der Strecke Akkumulatortriebwagen der Baureihe 515 zum Einsatz, die sich aufgrund ihres hohen Gewichtes jedoch auf den starken Steigungen als problematisch erwiesen. Die Deutsche Bundesbahn führte den Personenverkehr daher weiterhin vor allem mit Schienenbussen sowie mit Diesellokomotiven der Baureihen 212 und 218 durch. Ab den 1980er Jahren verkehrten zudem Dieseltriebwagen der Baureihen 627.0 und 627.1 sowie 628.0 und 628.1 auf der Strecke. Ab 1987 kamen Triebwagen der Baureihe 628.2 zum Einsatz.
Die Deutsche Bahn setzte bis 2008 Triebwagen der Baureihen 628.2 und 642 sowie vereinzelt Lokomotiven der Baureihe 218 mit n-Wagen ein. Mit dem Betreiberwechsel führt seit dem 14. Dezember 2008 die Bayerische Regiobahn den gesamten Personenverkehr auf der Strecke mit Dieseltriebwagen des Typs LINT 41 durch. Die Güterzüge zur Papierfabrik Haindl wurden von der Augsburger Localbahn mit Diesellokomotiven der Baureihe 204 bespannt.

## Verkehr

### Personenverkehr
Am 11. Januar 1917 nahmen die Bayerischen Staatsbahnen den Zugverkehr zwischen Schongau und Peißenberg auf. Zunächst verkehrten täglich drei durchgehende Zugpaare von Schongau über Peißenberg nach Weilheim. Im Sommerfahrplan 1925 waren täglich vier Zugpaare auf der Strecke im Einsatz, die nur die vierte Wagenklasse führten.
Im Sommerfahrplan 1939 verkehrten täglich sieben Personenzüge von Schongau nach Weilheim und sechs Züge in der Gegenrichtung. Die Züge benötigten für die Gesamtstrecke zwischen 54 und 68 Minuten, wovon 13 Minuten auf die Teilstrecke von Weilheim nach Peißenberg entfielen. Alle Personenzüge führten nur die dritte Wagenklasse.
Während des Zweiten Weltkriegs reduzierte die Deutsche Reichsbahn den Reisezugverkehr auf der Bahnstrecke Schongau–Peißenberg. 1943 verkehrten nur noch vier bis fünf Zugpaare durchgehend zwischen Schongau und Weilheim. Zur Anbindung der neu errichteten Militäranlagen bei Altenstadt verlängerte die Reichsbahn einzelne Personenzüge ab Schongau weiter über die Bahnstrecke Kaufbeuren–Schongau zum Bahnhof Altenstadt. Nach der Zerstörung der Schongauer Lechbrücke im April 1945 fand bis Ende der 1940er Jahre kein Zugverkehr zwischen Peiting Ost und Schongau statt.
Ende der 1940er Jahre verbesserte die Deutsche Bundesbahn das Zugangebot auf der Strecke wieder. Ab 1950 verkehrten an Werktagen neun Zugpaare zwischen Weilheim und Schongau.
Im Sommerfahrplan 1971 setzte die Deutsche Bundesbahn zwischen Weilheim und Schongau von Montag bis Freitag acht und am Wochenende sechs bis sieben Zugpaare ein, von denen eines ab Schongau nach Kaufbeuren durchgebunden wurde. Zusätzlich verkehrte werktags ein einzelner Zug von Hohenpeißenberg nach Kaufbeuren. Die Züge benötigten für die Strecke von Weilheim nach Schongau zwischen 36 und 46 Minuten, alle Züge führten nur die zweite Klasse. Mit der Einstellung des Personenverkehrs auf der Bahnstrecke Kaufbeuren–Schongau entfielen ab Oktober 1972 die Durchbindungen nach Kaufbeuren.
In den 1970er Jahren reduzierte die Deutsche Bundesbahn den Zugverkehr am Samstagnachmittag und Sonntagvormittag, stattdessen wurden die Leistungen durch Bahnbusse im Schienenersatzverkehr erbracht. Von Montag bis Freitag verkehrten weiterhin acht Zugpaare im Zeitraum von 5:30 bis 19:30 Uhr. Aus Kostengründen stellte die Deutsche Bundesbahn zum Sommerfahrplan 1985 den Zugverkehr an Wochenenden und Feiertagen vollständig ein und setzte auch in den genannten Zeiten Bahnbusse ein. Gleichzeitig wurde unter der Woche ein neuntes Zugpaar zwischen Weilheim und Schongau eingeführt. Zur Schließung von Taktlücken führte die Deutsche Bundesbahn ab 1993 drei zusätzliche Zugpaare auf der Strecke ein.
Zum Sommerfahrplan ab dem 29. Mai 1994 führte die Deutsche Bahn den Werdenfels-Takt auf der Bahnstrecke Weilheim–Schongau ein. Der Wochenendverkehr wurde wiederaufgenommen und mit bis zu 18 täglichen Zugpaaren ein ganztägiger Stundentakt auf der Strecke eingeführt. Abends weitete die Deutsche Bahn den Zugverkehr bis nach Mitternacht aus. Einzelne Regionalbahnen wurden ab Weilheim über die Ammerseebahn nach Dießen verlängert.

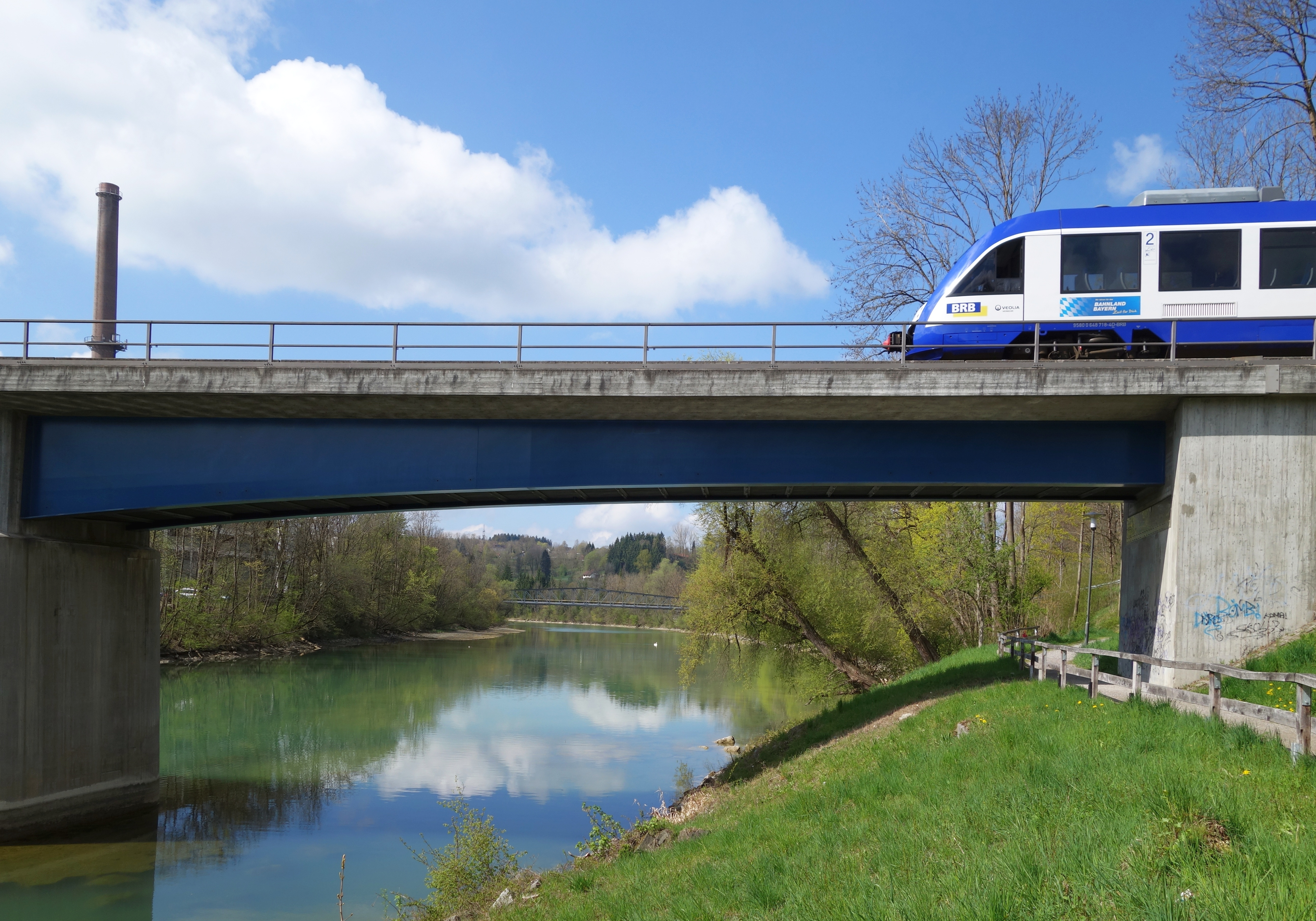
Ein Triebwagen des Typs LINT 41 der BRB auf der Schongauer Lechbrücke (2014)

Seit dem 14. Dezember 2008 ist die Bayerische Regiobahn (BRB) Eisenbahnverkehrsunternehmen auf der Pfaffenwinkelbahn und der anschließenden Ammerseebahn. Die Züge verkehren seitdem ganztägig im Stundentakt von Augsburg-Oberhausen über Weilheim nach Schongau. Zur üblichen Symmetrieminute kurz vor der halben Stunde kreuzen die Züge in Peißenberg. In der Hauptverkehrszeit verkehren zusätzlich stündliche Verstärkerzüge von Geltendorf nach Peißenberg und morgens teilweise weiter bis Schongau, die auf diesem Abschnitt einen Halbstundentakt herstellen. Von Weilheim nach Schongau benötigen die Züge planmäßig 33 Minuten und in der Gegenrichtung 37 Minuten. Im Halbknoten Weilheim bestehen gute Anschlüsse nach München, dagegen entsteht beim Umsteigen nach Garmisch-Partenkirchen Wartezeit.

### Güterverkehr
Noch vor der Fertigstellung der Lechbrücke in Schongau nahmen die Bayerischen Staatseisenbahnen 1911 den Gleisanschluss vom Bahnhof Schongau zur Papierfabrik Haindl in Betrieb. Damit konnten Roh- und Brennstoffe über die Bahnstrecke Landsberg am Lech–Schongau und die Lechbrücke direkt zum Fabrikgelände transportiert und das produzierte Papier wieder abgefahren werden, das bisherige aufwändige Umladen im Bahnhof Schongau entfiel.
Nach der Inbetriebnahme der Strecke 1917 verluden die Königlich Bayerischen Staatseisenbahnen zunächst vor allem landwirtschaftliche Produkte und Holz an den Bahnhöfen Peiting Ost und Hohenpeißenberg. In Peiting war zudem die Torfverladung von Bedeutung. Ab 1921 beförderte eine Feldbahn den im Schwarzlaichmoor bei Hohenbrand abgebauten Torf über eine Strecke von vier Kilometern zum Bahnhof Peiting Ost, in dem er über eine Verladeanlage in die Güterwagen der Staatsbahn umgeladen wurde.

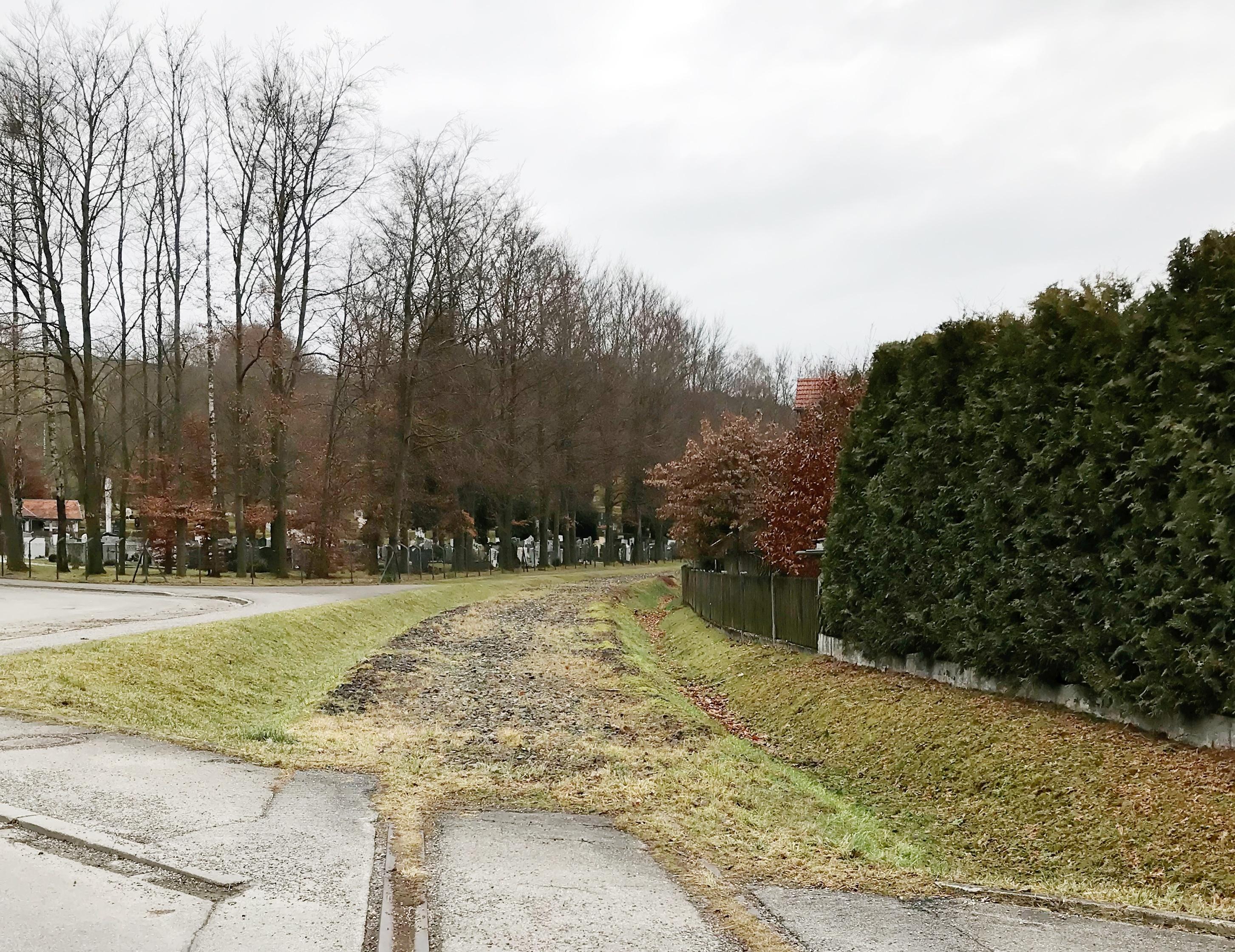
Reste des Gleises am Bahnhof Peiting Ost Richtung Bergwerk Peiting, Zustand Januar 2018

1921 begann die Kohleförderung im Bergwerk Peiting, das über einen Gleisanschluss an den Bahnhof Peiting Ost angebunden wurde. Durch den Kohle- und Grubenholztransport des Bergwerks Peiting kam es zu einem erheblichen Anstieg des Güterverkehrs auf der Strecke. Dabei verkehrten die Kohlezüge aus Peiting ausschließlich zum Bahnhof Schongau und weiter über die Bahnstrecke Kaufbeuren–Schongau ins Allgäu oder über die Strecke Landsberg–Schongau in Richtung Augsburg. Die Kohle aus dem Bergwerk Peißenberg transportierte die Deutsche Reichsbahn hingegen über den Bahnhof Weilheim und weiter nach München oder über die Ammerseebahn nach Augsburg. Ab 1937 bediente die Deutsche Reichsbahn über einen weiteren Gleisanschluss den Wetterschacht in Hohenpeißenberg, der bis 1971 mit Versorgungsmaterialien und Grubenholz beliefert wurde, Kohletransporte fanden nicht statt.
Mit der Einstellung der Torfverladung Anfang der 1950er Jahre ging das Güteraufkommen in Peiting Ost zurück. 1959 wurde die Strecke noch täglich von zehn Güterzügen befahren. Die Schließung des Bergwerks Peiting 1968 führte zur Einstellung der schweren Kohlezüge und zu einem Einbruch des Güterverkehrs auf der Strecke. 1970 beendete die Deutsche Bundesbahn die Stückgutverladung in Peißenberg und Peiting Ost. In den 1970er Jahren stellte sie den örtlichen Güterverkehr in Hohenpeißenberg und in den 1980er Jahren in Peißenberg und Peiting Ost vollständig ein. Zwischen Peiting und Peißenberg fand damit kein Güterverkehr mehr statt.
Es verblieb die Bedienung verschiedener Gleisanschlüsse entlang der Strecke. Der Gleisanschluss vom Bahnhof Peiting Ost zum Bergwerk Peiting wurde zur Bedienung eines Holzwerkes und einer Papierfabrik weitergenutzt. Zudem wurden ein Gleisanschluss zu einem Metallverarbeitungsbetrieb nördlich des Haltepunkts Peiting Nord und der Gleisanschluss zur Papierfabrik Haindl in Schongau bedient. In den 1990er Jahren stellte die Deutsche Bahn die Bedienung des Gleisanschlusses in Peiting Ost ein.

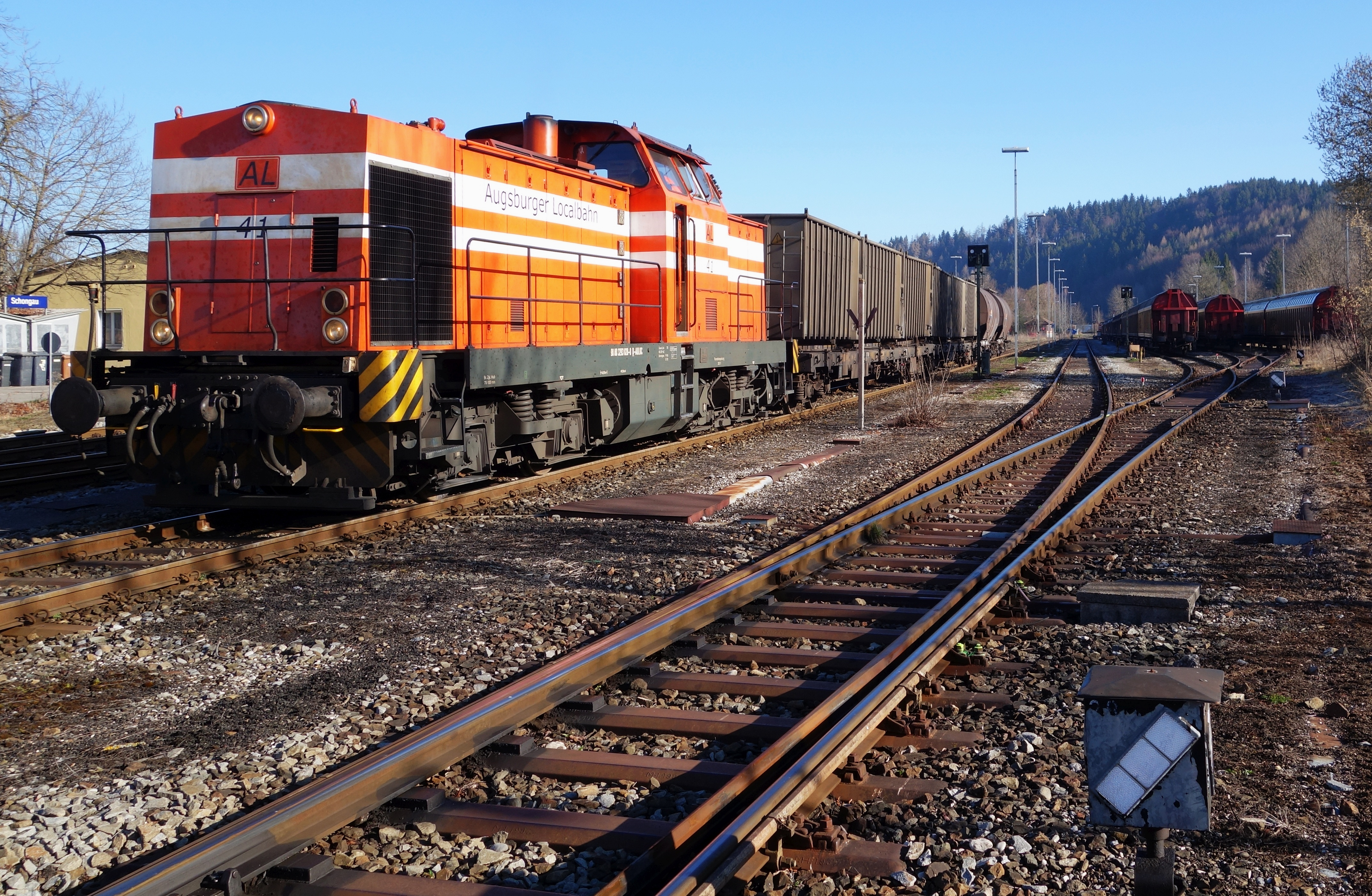
Güterzug der Augsburger Localbahn im Bahnhof Schongau (2014)

1998 übernahm die Augsburger Localbahn (AL) den Güterverkehr auf der Bahnstrecke Landsberg–Schongau sowie zwischen Schongau und Peiting Nord von der Deutschen Bahn. Im Mai 2005 stellte sie die Bedienung des Gleisanschlusses in Peiting Nord ein. Regulärer Güterverkehr ist seitdem nur noch auf dem Abschnitt vom Bahnhof Schongau zur Ausweichanschlussstelle Haindl zu finden. 2011 verkehrten an Werktagen bis zu fünf Güterzüge zur Papierfabrik, die Roh- und Brennstoffe anlieferten und das gefertigte Papier nach Augsburg abtransportierten. Bis 2018 reduzierte sich der Verkehr auf zwei Zugpaare. Ab Januar 2019 ging der Betrieb des Güterverkehrs zur Papierfabrik schrittweise bis zum 1. Juni 2019 vollständig auf DB Cargo über.
Seit Anfang 2025 befördert die AL im Auftrag der Rail Cargo Logistics wieder Güterwagen zwischen Augsburg und dem UPM-Kymmene-Werk Schongau; DB Cargo beliefert die Papierfabrik seit Ende 2024 hingegen nicht mehr.

## Kursbuchstrecken
Die Bahnstrecke Schongau–Peißenberg war im Reichskursbuch zunächst als Zweigstrecke der Verbindung München–Innsbruck unter der Nummer 297 verzeichnet. Ab der Einführung des Amtlichen Kursbuchs für das Reich (später Deutsches Kursbuch) wurde sie immer unter einer gemeinsamen Kursbuchstrecke mit der Bahnstrecke Weilheim–Peißenberg geführt. Die Deutsche Bundesbahn führte 1950 eine durchgehende Kursbuchstrecke 404c von Weilheim nach Kaufbeuren ein, die zusätzlich die Bahnstrecke Kaufbeuren–Schongau umfasste. Diese Kursbuchstrecke hatte, zuletzt unter der Nummer 966, bis zur Einstellung des Personenverkehrs zwischen Kaufbeuren und Schongau im Jahr 1972 Bestand. Seit 1973 hat die Strecke Weilheim–Peißenberg–Schongau die Kursbuchstreckennummer 962 inne.
| Zeitraum  | Nummer | Strecke                                                                                         |
| --------- | ------ | ----------------------------------------------------------------------------------------------- |
| 1917–1939 | 297    | München (– Schongau) – Murnau (– Oberammergau) – Garmisch-Partenkirchen (– Griesen) – Innsbruck |
| 1935–1938 | 404a   | Weilheim (Oberbay) – Peißenberg – Schongau                                                      |
| 1938–1950 | 404c   | Weilheim (Oberbay) – Peißenberg – Schongau                                                      |
| 1950–1972 | 404c   | Weilheim – Peißenberg – Schongau – Kaufbeuren                                                   |
| 1972      | 966    | Weilheim – Peißenberg – Schongau – Kaufbeuren                                                   |
| 1972–1973 | 966    | Weilheim – Peißenberg – Schongau                                                                |
| ab 1973   | 962    | Weilheim – Peißenberg – Schongau                                                                |